# Общественное телерадиовещание
Общественное телерадиовещание (англ. public broadcasting, нем. öffentlich-rechtlicher Rundfunk, фр. audiovisuel public, итал. radiodiffusione pubblica) — радиовещание и телевидение основной задачей которого является предоставление общественных услуг (public service).

## История

### Возникновение идей концепции общественного вещания
Термин «общественное вещание» появился в США для обозначения совокупности университетских и некоммерческих культурно-просветительских радиостанций. До отмены монополии общественных вещателей в Европе в 1984 году необходимости в термине «общественное вещание» не было. По мере отмены этой монополии в право стран Европы регулирующих СМИ был введён как этот термин «общественное вещание»
(которым по сути стало называться существовавшее в этих странах государственное вещание), так и само разделение вещания на общественное и коммерческое. По отдельным мнениям концепция «public service broadcasting» и первая модель общественного вещания возникла в Великобритании, где и получила свое развитие. Суть концепции public service заложена в реализации двух основных идей: доступности для каждого независимо ни от чего, служению человеку либо обществу. Применение данной концепции к СМИ связано с появлением радио, а также на тот момент ещё компании British Broadcasting Company Ltd — консорциума, которым владели ведущие производители беспроводного приёмника. Исторические события, связанные с появлением Би-Би-Си и выработкой стандартов его деятельности, являются ключом к понимаю концепции public service broadcasting. Речь идет о тех принципах и задачах, которые ставятся перед каждым общественным вещателем ныне. Разработку идей концепции следует приписать комитетам Сайкса (Sykes Committee, — функционировал в 1923 году) и Кроуфорда (Crawford committee — функционировал в 1925) — межведомственным органам, которые были созданы для разрешения актуальных вопросов, связанных с функционированием Би-Би-Си, а также отдельным энтузиастам. Основные идеи, присущие актуальной концепции общественного вещания, можно найти в рекомендациях упомянутых комитетов.

### Возникновение общественного LW- и AM-радио
Общественное радиовещание возникло 1920—1930-е гг., первоначально велось в амплитудной модуляции, пионером была Франция — французское национальное радиовещание 24 декабря 1921 года начало вещание на длинных волнах под позывным «Радио Тур Эйффель» (Radio Tour Eiffel), а 17 декабря 1933 года им была куплена радиостанция «Радио Пари» (до 29 марта 1924 года называвшаяся «Радиола») по которой с 6 ноября 1922 года вещала частная радиокомпания, а в течение 1924—1930-х гг. на средних волнах частные радиокомпании запустили ряд региональных частных радиостанций. Следующей за Францией была Веймарская республика — в 1925 году были национализированы ряд радиокомпаний вещавших с 1922—1924 гг. по региональным программам, а в 1926 году государственная радиокомпания «Немецкая волна» начала вещание на длинных волнах. 1 января 1927 года была национализирована Британская радиовещательная компания (British Broadcasting Company), созданная 18 октября 1922 года рядом британских частных компаний, вещавшей в 1922—1924 гг. по нескольким региональным радиостанциям), одновременно переименованная в Британскую радиовещательную корпорацию, а 9 марта 1930 года начавшая вещать на длинных волнах по национальной программе (BBC National Programm).

### Послевоенное восстановление
После окончания Второй мировой войны произошло возвращения радиовещания к довоенному уровню — Британская радиовещательная корпорация вместо довоенной региональной программы стала вещать по «лёгкой программе» (BBC Light Programm), Французское радиовещание и телевидение стало вещать по национальной (La programme nationale) (позднее «Франс Кюльтюр»), и парижской программам (La programme pariesienne), в 1954 году на длинных волнах Северо-Германское радио стало вещать по Немецкой длинноволновой радиостанции (Deutsche langwellesender) (c 1962 года вместо него по ней стало вещать федеральное государственное учреждение «Немецкое радио»). В этот период возникли ряд образовательных радиопрограмм — бельгийская «Брюссель 2» в 1946, Третья программа Британской радиовещательной корпорации, нидерландская «Хильверсум 2» (Hilversum 2), французская «Пари Энтер» (Paris Inter) в 1947, португальская «Программа у» в 1948, Третья программа Итальянского радио в 1950, датская Programma 2 в 1951, немецкие «НВДР 2», «ХР2», «СДР2», «Байерн2», «СВФ2» в 1953, греческая Третья программа греческой Национальной радиовещательной корпорации в 1954, шведская «Программа 2» в 1955 году.

### Возникновение общественного телевидения
В 1930—1960-е гг. возникло общественное телевидение, с 1935 года телепередачи вело Германское имперское радио, с 1936 года — Британская радиовещательная корпорация и Французское национальное радиовещание, в 1951 году телепередачи начали Нидерландская телевещательная корпорация и Государственное радиовещание Дании, в 1952 году — Рабочее сообщество государственных телецентров ФРГ, бельгийский Национальный институт радиовещания, Швейцарское общество радиовещания и телевидения, в 1954 году Итальянское радио и телевидение, в 1955 году — Австрийское радио, шведская Служба радиовещания, Испанское телевидение, Португальское радио и телевидение, Норвежское государственное радио, Радио Финляндии.

### Возникновения общественного FM-радио
С 1950—1960-х гг. организации, осуществляющие общественное радиовещание ведут его в частотной модуляции, напр. Французское радиовещание и телевидение с 1954 года (после начала вещания по программе в частотной модуляции), Северо-Западно-Германское радио, Южно-Германское радио, Юго-Западно-Германское радио, Баварское радио, Саарландское радио, Радио Бремена, Гессенское радио вещают в частотной модуляции с 1950 года (после начала вещания по своим 2-м программам), Британская радиовещательная корпорация и Итальянское радио и телевидение — с 1950-х гг.

### Возникновение общественного цветного телевидения
В 1960—1970-х гг. организации, осуществляющие телевещание стали вести его в цвете, напр. Французское радиовещание и телевидение ведёт телепередачи в цвете с 21 декабря 1963 года, Британская радиовещательная корпорация — с 20 апреля 1964 года.

### Возникновение общественного спутникового телевидения
С 1980—1990-х гг. организации, осуществляющие общественное телевещание, стали вещать по спутниковым телепрограммам для диаспоры и туристов, видное место среди которых заняли немецкая «3 Зат» (существует с 1 декабря 1984 года, вещают по ней Второе германское телевидение, Австрийское радио и Швейцарское общество радиовещания и телевидения), французская «ТВ5» (существует с 2 июня, вещает по ней одноимённая телекомпания, на момент создания принадлежавшая французским национальным телекомпаниям «ТФ1», «Антенне 2», «Франкоязычному бельгийском радио и телевидению», «Швейцарскому обществу радиовещания и телевидения» и «Канадской радиовещательной корпорацией»), франко-немецкая «Арте» (существует с 1992 года, вешает по ней одноимённая группа экономических интересов, членами которой являются телекомпании «Арте Дойчланд» и «Арте Франс», первая принадлежит Второму германскому телевидению и Рабочему сообществу государственных телецентров ФРГ, вторая — французским национальным компаниям «Франс Регион 3», «Радио Франс» и Национальному институту аудиовизуала).

## Форма собственности и организация
Организации осуществляющие общественное теле- и (или) радиовещание могут быть
- в форме принадлежащего государству акционерного общества или общества с ограниченной ответственности (Телевидение Франции, Радио Франции, Испанское радио и телевидение, Радио и телевидение Португалии, Телевидение Швеции, Радио Швеции, Радио Финляндии, Радио Дании, Радио Исландии, Норвежское национальное радио)
- в форме государственного учреждения (Баварское радио, Гессенское радио, Юго-Западно-Германское радио, Саарландское радио, Северо-Германское радио, Радио Бремена, Западно-Германское радио, Радио Берлина и Бранденбурга, Центрально-Германское радио, Второе германское телевидение, Немецкая волна, Британская радиовещательная корпорация, Радиовещательная корпорация 4-го канала).

Исключением является Швейцария в которой ассоциация «Швейцарское общество радиовещания и телевидения» вещает за государственный счёт.
Обычно одно государство располагает одной вещательной организацией, либо двумя, одна из которых осуществляет радиовещание, одна телевизионное вещание, исключение являются или являлись:
- Германия с 1963 года, в которой Рабочее сообщество государственных телецентров вещает по 1-й телепрограмме, сами региональные телецентры — по 3-й телепрограмме и пяти местным радиопрограммам, Второе германское телевидение — по 2-й телепрограмме
- Бельгия имеющая два региональных общественных вещателя;
- Босния и Герцеговина имеющая одно федеральное государственное учреждение и два энтитетных государственных учреждения, каждая из которых вещает по одной теле- и одной радиопрограмме;
- Франция в 1975—1992 гг, когда существовали три организации, осуществляющих общественное телевещание (каждая вела телевещание по одной программе) и одна организация, осуществляющая общественное радиовещание (вела радиовещание по четырём основным и нескольким специализированным программам);
- Греция в 1982—1987 годах когда существовали акционерные общества «Греческое радио и телевидение», вещавшая по 1-й телепрограмме, 1-й, 2-й и 3-й радиопрограммам и «ЕРТ2», вещавшая по 2-й телепрограмме и нескольким местным радиопрограммам.

## Руководство
В зависимости от автономии от государственных органов общественное теле- и (или) радиовещание может:
- быть полностью автономным от государственных органов, руководители назначаются или советом директоров или наблюдательным советом (собственно «общественное телевидение» и «Общественное радиовещание»), напр. Британская радиовещательная корпорация, Австрийское радио, Корпорация нидерландского радиовещания, Второе германское телевидение, Западно-Германское радио, Юго-Западно-Германское радио, Северо-Германское радио, Баварское радио и т. п.;
- быть автономным от государственных органов, но при этом они в его управлении играют ключевую роль, совет директоров и наблюдательный совет включают в себя как назначенцев государственных органов, так и представителей массовых организаций, но руководитель назначается государственными органами (радиовещание и телевидение официального значения), напр. Германское имперское радио в 1924—1933 гг., Управление французского радиовещания и телевидения в 1964—1975 гг., Французское телевидение-1, 2-я антенна Телевидения Франции, Французское телевидение-3 и Радио Франции в 1975—1982 гг., Итальянское радио и телевидение в 1975—2015 гг., АНО «Общественное телевидение России»;
- находится под полным руководством государственных органов (т. н. «государственное телевидение» и «государственное радиовещание»), совет директоров или наблюдательный совет либо отсутствует (Центральное телевидение СССР, Всесоюзное радио), либо состоит только из представителей государственных органов (напр. Французское радиовещание и телевидение в 1939—1964 гг., Германское имперское радио в 1933—1945 гг., АО «Первый канал», ФГУП «Всероссийская государственная телевизионная и радиовещательная компания»), либо из представителей государственных органов и представителей массовых организаций аффилированных с государственными органами (напр. Румынское радио и телевидение в 1974—1990 гг.).

## Финансирование
Организации, ведущие общественное теле- и (или) радиовещание могут финансироваться:
- преимущественно государством преимущественно за счёт абонемента в сочетании с доходами от рекламы (Итальянское радио и телевидение, Австрийское радио, Швейцарское общество радиовещания и телевидения, Телевидение Франции, Радио Франции);
- преимущественно государством преимущественно за счёт абонемента в сочетании с прочими налогами и в сочетании с доходами от рекламы (Рабочее сообщество государственных телецентров ФРГ, Второе германское телевидение, Британская радиовещательная корпорация);
- преимущественно государством без абонемента и без рекламы (Радио Дании, Телевидение Швеции, Радио Швеции, Норвежское национальное радио, Радио Финляндии, Радио Исландии);
- преимущественно государством без абонемента в сочетании с доходами от рекламы (Корпорация испанского радио и телевидения, Корпорация нидерландского государственного радиовещания).

## Общественные вещатели

### Организации, осуществляющие общенациональное общественное теле- и радиовещание

#### Европа
| Страна                 | Вещатель                                                                                | Вещательная деятельность | Предыстория | Сайт | Канал на YouTube.com |
| ---------------------- | --------------------------------------------------------------------------------------- | --- | --- | --- | --- |
| Германия               | Рабочее сообщество государственных телецентров ФРГ                                      | вещание по 1-й телепрограмме (Das Erste) | возникло в 1950 году | ard.de Архивная копия от 3 октября 2016 на Wayback Machine | ARD Архивная копия от 19 октября 2016 на Wayback Machine |
| Германия               | Второе германское телевидение                                                           | вещание по 2-й телепрограмме (ZDF) | возникло в 1962 году | zdf.de Архивная копия от 23 февраля 2011 на Wayback Machine | ZDF Архивная копия от 24 июня 2021 на Wayback Machine |
| Германия               | Дойчландрадио                                                                           | вещание по радиопрограммам «Дойчландфунк» и «Дойчландфунк Культур» | возникло в 1993 году | deutschlandradio.de Архивная копия от 19 декабря 2016 на Wayback Machine | — |
| Германия               | Немецкая волна                                                                          | радиопередачи на заграницу | возникла в 1961 году | dw.com Архивная копия от 11 августа 2016 на Wayback Machine | DW Deutsch Архивная копия от 15 ноября 2016 на Wayback Machine |
| Великобритания         | Британская радиовещательная корпорация                                                  | вещание по 1-й (BBC One) и 2-й (BBC Two) телепрограммам, 1-й (BBC Radio 1), 2-й (BBC Radio 2), 3-й (BBC Radio 3) и 4-й (BBC Radio 4) и нескольким десяткам местных радиопрограмм и радиопередачи на заграницу | возникла в 1926 году на базе общества с ограниченной ответственностью «Британская радиовещательная компания» | bbc.com Архивная копия от 9 декабря 2016 на Wayback Machine | BBC Архивная копия от 1 ноября 2016 на Wayback Machine |
| Великобритания         | Телевизионная корпорация 4-го канала                                                    | вещание по 4-й телепрограмме | возникла в 1982 году | channel4.com Архивная копия от 23 февраля 2011 на Wayback Machine | |
| Франция                | акционерное общество «Телевидения Франции»                                              | вещание по 2-й (France 2), 3-й (France 3) и 5-й (France 5) телепрограммам | возникло в 2000 году как медиа-холдинг, в 2010 году поглотило дочерние телекомпании и стало вести вещание непосредственно                                                                                       | francetelevisions.fr Архивная копия от 16 мая 2006 на Wayback Machine | France Télévisions Архивная копия от 27 ноября 2016 на Wayback Machine |
| Франция                | акционерное общество «Радио Франции»                                                    | вещание по 1-й (France Inter), 2-й (FIP), 3-й (France Culture), 4-й (France Musique) | возникло в 1975 году в результате разделения Управления французского радиовещания и телевидения | radiofrance.fr Архивная копия от 30 января 2010 на Wayback Machine | radiofrance Архивная копия от 28 марта 2017 на Wayback Machine |
| Франция                | акционерное общество «Всемирные средства массовой информации Франции»                   | радиовещание на заграницу | возникло в 2008 году как медиа-холдинг, в 2010 году поглотило дочерние телекомпании и стало вести вещание непосредственно                                                                                       | francemediasmonde.com Архивная копия от 14 августа 2016 на Wayback Machine | FRANCE 24 Архивная копия от 8 ноября 2016 на Wayback Machine |
| Италия                 | акционерное общество «Итальянское радио и телевидение»                                  | вещание по 1-й (Rai 1), 2-й (Rai 2) и 3-й (Rai 3) телепрограммам, 1-й (Rai Radio 1), 2-й (Rai Radio 2) и 3-й (Rai Radio 3) радиопрограммам | возникло в 1924 году | rai.it Архивная копия от 25 июня 2014 на Wayback Machine | Rai Архивная копия от 28 ноября 2016 на Wayback Machine |
| Нидерланды             | «Учреждение нидерландского государственного радиовещания»                               | вещание по 1-й (NPO 1), 2-й (NPO 2) и 3-й (NPO 3) телепрограммам, 1-й (NPO Radio 1), 2-й (NPO Radio 2), 3-й (NPO 3FM) и 4-й (NPO Radio 4) радиопрограммам | возникло в 2008 году, одновременно ему перешло теле- и радиовещание от Нидерландского учреждения радиовещания                                                                                                   | npo.nl Архивная копия от 31 августа 2016 на Wayback Machine | — |
| Нидерланды             | RNW                                                                                     | радиовещание на заграницу | возникло в 1947 году | rnw.org Архивная копия от 3 сентября 2016 на Wayback Machine | - |
| Люксембург             | Учреждение социокультурного радиовещания Великого герцогства Люксембург                 | вещание по радиопрограмме «Radio 100,7» | возникло в 1991 году | 100komma7.lu Архивная копия от 23 августа 2016 на Wayback Machine | — |
| Дания                  | акционерное общество «Радио Дании»                                                      | вещание по 1-й (DR1) телепрограмме, 1-й (DR Programma 1), 2-й (DR Programma 2), 3-й (DR Programma 3) радиопрограммам | возникло в 1925 году | dr.dk Архивная копия от 5 мая 2007 на Wayback Machine | DR Архивная копия от 21 мая 2017 на Wayback Machine |
| Швеция                 | акционерное общество «Телевидение Швеции»                                               | вещание по 1-й (SVT1) и 2-й (SVT2) телепрограммам | возникло в 1979 году в результате разделения акционерного общества «Радио Швеции» | svt.se Архивная копия от 21 декабря 2007 на Wayback Machine | SVT Архивная копия от 23 ноября 2016 на Wayback Machine |
| Швеция                 | акционерное общество «Радио Швеции»                                                     | вещание по 1-й (SR Programma 1), 2-й (SR Programma 2) и 3-й (SR Programma 3) радиопрограммам | возникло в 1993 году в результате объединения акционерных обществ «Национальное радио Швеции» и «Местное радио Швеции»                                                                                          | sverigesradio.se Архивная копия от 1 марта 2013 на Wayback Machine | Sveriges Radio Архивная копия от 13 апреля 2019 на Wayback Machine |
| Норвегия               | акционерное общество «Норвежское риксрадио»                                             | вещание по 1-й (NRK1) телепрограмме, 1-й (NRK Programma 1) | возникло в 1933 году | nrk.no Архивная копия от 11 августа 2016 на Wayback Machine | NRK Архивная копия от 15 ноября 2016 на Wayback Machine |
| Финляндия              | акционерное общество «Илейсрадио»                                                       | вещание по 1-й (Yle TV1) и 2-й (Yle TV2) телепрограммам, 1-й (Yle Radio 1) и шведоязычной (YleX) радиопрограмме | возникло в 1926 году | yle.fi Архивная копия от 10 мая 2007 на Wayback Machine | Yle Areena Архивная копия от 10 февраля 2017 на Wayback Machine |
| Исландия               | акционерное общество «Риксрадио»                                                        | вещание по 1-й (RUV Sjónvarpið) телепрограмме, 1-й (RÚV Rás 1) и 2-й (RÚV Rás 2) радиопрограммам | возникло в 1930 году | ruv.is Архивировано 22 мая 2006 года. | RÚV Архивная копия от 27 ноября 2016 на Wayback Machine |
| Австрия                | Австрийское радио                                                                       | вещание по 1-й (ÖRF eins) и 2-й (ÖRF 2) телепрограммам, 1-й (Österreich 1), венской (Radio Wien), нижнеавстрийской (Radio Niederösterreich), верхнеавстрийской (Radio Oberösterreich), штирийской (Radio Steiermark), каринтийской (Radio Kärnten), зальцбургской (Radio Salzburg), тирольской (Radio Tirol), форарльбергской (Radio Vorarlberg) 2-м земельным и 3-й (Hitradio Ö3) радиопрограммам | возникло в 1956 году | orf.at Архивная копия от 26 февраля 2011 на Wayback Machine | — |
| Швейцария              | Швейцарское общество радиовещания и телевидения                                         | вещание по 1-м германо-швейцарской (SRF 1), франко-швейцарской (RTS Un) и итало-швейцарской (RSI La 1), 2-м германо-швейцарской (SRF zwei), франко-швейцарской (RTS Deux) и итало-швейцарской RSI LA2 Архивная копия от 7 июля 2018 на Wayback Machine) телепрограммам, 1-м германо-швейцарской (Radio SRF 1), франко-швейцарской (La Première), итало-швейцарской (RSI Rete Uno), 2-й германо-швейцарской (Radio SRF 2 Kultur), франко-швейцарской (Espace 2) и итало-швейцарской (RSI Rete Due), 3-м германо-швейцарской (Radio SRF 3), франко-швейцарской (Couleur 3) и итало-швейцарской (RSI Rete Tre) радиопрограммам | возникло в 1931 году | srf.ch Архивная копия от 15 декабря 2012 на Wayback Machine rts.ch Архивная копия от 29 февраля 2012 на Wayback Machine rsi.ch Архивная копия от 11 августа 2016 на Wayback Machine rtr.ch Архивная копия от 4 мая 2021 на Wayback Machine swissinfo.ch Архивная копия от 7 июня 2020 на Wayback Machine | Schweizer Radio und Fernsehen Архивная копия от 18 ноября 2016 на Wayback Machine RTS — Radio Télévision Suisse Архивная копия от 24 ноября 2016 на Wayback Machine Radiotelevisione svizzera (RSI) Архивная копия от 16 мая 2019 на Wayback Machine RTR Musica Архивная копия от 30 октября 2014 на Wayback Machine |
| Ирландия               | Ирландское радио и телевидение                                                          | вещание по 1-й (RTÉ One) и 2-й (RTÉ2) телепрограммам, 1-й (RTÉ Radio 1) и 2-й (RTÉ 2fm) радиопрограммам | возникло в 1926 году | rte.ie Архивная копия от 21 июня 2019 на Wayback Machine | RTÉ — Ireland’s National Public Service Media Архивная копия от 20 сентября 2016 на Wayback Machine |
| Ирландия               | TG4                                                                                     | вещание по 4-й телепрограмме (TG4) | возникло в 1996 году | tg4.ie Архивная копия от 26 августа 2016 на Wayback Machine | TG4 Архивная копия от 20 октября 2016 на Wayback Machine |
| Испания                | акционерное общество «Корпорация испанского радио и телевидения»                        | вещание по 1-й (La 1) и 2-й (La 2) телепрограммам, 1-й (Radio Nacional), 2-й (Radio Clásica) и 3-й (Radio 3) радиопрограммам | возникло в 2006 году в результате объединения акционерных обществ «Испанское телевидение» и «Национальное радио Испании»                                                                                        | rtve.es Архивная копия от 1 ноября 2008 на Wayback Machine | RTVE Архивная копия от 28 сентября 2016 на Wayback Machine |
| Португалия             | акционерное общество «Радио и телевидение Португалии»                                   | вещание по 1-й (RTP1) и 2-й (RTP2) телепрограммам, 1-й (RDP Antena 1), 2-й (RDP Antena 2) и 3-й ([RDP Antena 3) радиопрограммам | возникло в 2007 году в результате объединения акционерных обществ «Португальское телевидение» и «Португальское радио»                                                                                           | rtp.pt Архивная копия от 1 сентября 2016 на Wayback Machine | RTP Архивная копия от 20 ноября 2016 на Wayback Machine |
| Греция                 | акционерное общество «Греческое радио и телевидение»                                    | вещание по 1-й (ЕРТ 1), 2-й (ЕРТ 2) и 3-й (ЕРТ 3) телепрограммам, по 1-й (Πρώτο Πρόγραμμα), 2-й (Δεύτερο Πρόγραμμα), 3-й (Τρίτο Πρόγραμμα) радиопрограммам и радиовещание на заграницу | возникло в 2014 году на базе одноимённого ликвидированного акционерного общества | ert.gr | ΕΡΤ Α.Ε. Архивная копия от 20 января 2017 на Wayback Machine |
| Кипр (Республика Кипр) | Радиовещательное учреждение Кипра                                                       | вещание по 1-й (PIK 1) телепрограмме, 1-й (Πρώτο Πρόγραμμα) и 2-й (Δεύτερο Πρόγραμμα) радиопрограммам | возникло в 1953 году | riknews.com.cy Архивная копия от 1 сентября 2016 на Wayback Machine | — |
| Мальта                 | акционерное общество «Служба государственного радиовещания»                             | вещание по 1-й телепрограмме (TVM), 1-й (Radju Malta) и 2-й (Radju Malta 2) радиопрограммам | возникло в 1975 году | tvm.com.mt Архивная копия от 2 сентября 2016 на Wayback Machine | Television Malta Архивная копия от 23 мая 2017 на Wayback Machine |
| Андорра                | акционерное общество «Радио и телевидение Андорры»                                      | вещание по 1-й телепрограмме (ATV) и 1-й радиопрограмме (RNA) | возникло в 1989 году | andorradifusio.ad Архивная копия от 14 сентября 2016 на Wayback Machine | RTVA Andorra Архивная копия от 4 июня 2016 на Wayback Machine |
| Сан-Марино             | акционерное общество «Радио и телевидение Сан-Марино»                                   | вещание по 1-й телепрограмме (San Marino RTV) и 1-й (Radio San Marino) и 2-й (Radio San Marino Classic) радиопрограммам | возникло в 1991 году | smtvsanmarino.sm Архивная копия от 31 августа 2016 на Wayback Machine | — |
| Лихтенштейн            | Radio Liechtenstein                                                                     | вещание по одноимённой радиопрограмме | возникло в 1995 году | radio.li Архивная копия от 10 декабря 2020 на Wayback Machine | — |
| Польша                 | акционерное общество «Польское телевидение»                                             | вещание по 1-й (TVP1) и 2-й (TVP2) телепрограммам | возникло в 1992 году в результате разделения Польского радио и телевидения | tvp.pl Архивная копия от 25 ноября 2002 на Wayback Machine | TVP VOD Архивная копия от 5 октября 2016 на Wayback Machine |
| Польша                 | акционерное общество «Польское радио»                                                   | вещание по 1-й (Polskie Radio Program I), 2-й (Polskie Radio Program II), 3-й (Polskie Radio Program III) радиопрограммам и радиовещание на заграницу | возникло в 1992 году в результате разделения Польского радио и телевидения | polskieradio.pl Архивировано 26 апреля 2012 года. | Polskie Radio Архивная копия от 8 июня 2017 на Wayback Machine |
| Чехия                  | Чешское телевидение                                                                     | вещание по 1-й (ČT1) и 2-й (ČT2) телепрограммам | возникло в 1991 году | ceskatelevize.cz Архивная копия от 23 февраля 2011 на Wayback Machine | Česká televize Архивная копия от 7 ноября 2016 на Wayback Machine |
| Чехия                  | Чешское радио                                                                           | вещание по 1-й (Radiožurnál), 2-й (Dvojka) и 3-й (Vltava) радиопрограммам и радиовещание на заграницу | возникло в 1991 года | rozhlas.cz Архивная копия от 12 августа 2016 на Wayback Machine | Český rozhlas Архивная копия от 25 ноября 2016 на Wayback Machine |
| Словакия               | Радио и телевидение Словакии                                                            | вещание по 1-й (Jednotka) и 2-й (Dvojka) телепрограммам, 1-й (Slovensko), 2-й (Regina) и 3-й (Devín) радиопрограммам, радиовещание на заграницу | возникло в 2007 году в результате объединения Словацкого телевидения и Словацкого радио | rtvs.sk | RTVSOfficial Архивная копия от 23 ноября 2016 на Wayback Machine |
| Венгрия                | общество с ограниченной ответственностью «Дунайская служба средств массовой информации» | вещание по 1-й (M1) и 2-й (M2) телепрограммам, 1-й (Kossuth Rádió), 2-й (Petőfi Rádió) и 3-й (Bartók Rádió) радиопрограммам | возникло в 2015 году в результате объединения обществ с ограниченной ответственностью «Венгерское телевидение» и «Венгерское радио»                                                                             | mediaklikk.hu Архивная копия от 5 августа 2016 на Wayback Machine | — |
| Хорватия               | Хорватское радио и телевидение                                                          | вещание по 1-й (HRT 1) и 2-й (HRT 2) телепрограммам, 1-й (HR 1), 2-й (HR 2) и 3-й (HR 3) радиопрограммам | возникло в 1926 году | hrt.hr Архивная копия от 2 июля 2007 на Wayback Machine | Hrvatska radiotelevizija Архивная копия от 22 ноября 2016 на Wayback Machine |
| Словения               | Радио и телевидение Словении                                                            | вещание по 1-й (TV SLO 1) и 2-й (TV SLO 2) телепрограммам 1-й (A1), 2-й (Val 202) и 3-й (Program Ars) радиопрограммам | возниколо в 1928 году | rtvslo.si Архивная копия от 11 августа 2016 на Wayback Machine | RTV Slovenija Архивная копия от 15 июля 2017 на Wayback Machine |
| Литва                  | Литовское радио и телевидение                                                           | вещание по 1-й телепрограмме (LRT televizija), 1-й (LRT Radijas) и 2-й (LRT Klasika) радиопрограммам | возникло в 1990 году в результате реорганизации Государственного комитета Литовской ССР по телевидению и радиовещанию                                                                                           | lrt.lt Архивная копия от 13 мая 2020 на Wayback Machine | Lietuvos nacionalinis radijas ir televizija Архивная копия от 22 ноября 2016 на Wayback Machine |
| Латвия                 | Латвийское радио                                                                        | вещание по 1-й (LR 1), 2-й (LR 2), 3-й (LR 3) радиопрограммам | возникло в 1990 году в результате реорганизации путём разделения Государственного комитета Латвийской ССР на Латвийское радио и Латвийское телевидение                                                          | latvijasradio.lsm.lv Архивная копия от 2 сентября 2016 на Wayback Machine | Latvijas Radio Архивная копия от 11 октября 2017 на Wayback Machine |
| Латвия                 | Латвийское телевидение                                                                  | вещание по 1-й (LTV1) и 2-й (LTV7) телепрограммам | возникло в 1990 году в результате разделения Государственного комитета Латвийской ССР на Латвийское радио и Латвийское телевидение                                                                              | ltv.lsm.lv Архивная копия от 8 сентября 2016 на Wayback Machine | — |
| Эстония                | Эстонское национальное радио                                                            | вещание по 1-й телепрограмме (ETV), 1-й (Vikerraadio) и 2-й (Raadio 2) радиопрограммам | возникло в 2007 году в результате объединения Эстонского телевидения и Эстонского радио | err.ee Архивная копия от 5 июня 2010 на Wayback Machine | Eesti Rahvusringhääling Архивная копия от 15 октября 2016 на Wayback Machine |
| Румыния                | Румынское общество телевидения                                                          | с 1994 года по 1-й (TVR1) и 2-й (TVR2) телепрограммам | возникло в 1994 году в результате реорганизации путём разделения Румынского радио и телевидения | tvr.ro Архивная копия от 29 апреля 2021 на Wayback Machine | TVR Архивная копия от 8 ноября 2016 на Wayback Machine |
| Румыния                | Румынское общество радиовещания                                                         | с 1994 года по 1-й (Radio România Actualități), 2-й (Radio România Cultural) и 4-й (Radio România Muzical) и радиовещание на заграницу | возникло в 1994 году в результате разделения Румынского радио и телевидения | srr.ro Архивная копия от 20 августа 2016 на Wayback Machine | — |
| Болгария               | Болгарское национальное телевидение                                                     | вещание по 1-й (БНТ 1) и 2-й (БНТ 2) телепрограммам | возникло в 1971 году в результате разделения Болгарского телевидения и радио | bnt.bg Архивная копия от 4 сентября 2016 на Wayback Machine | BNT Bulgaria Архивная копия от 9 июня 2016 на Wayback Machine |
| Болгария               | Болгарское национальное радио                                                           | вещание по 1-й (Горизонт) и 2-й (Христо Ботев), радиовещание на заграницу | возникло в 1971 году в результате разделения Болгарского телевидения и радио | bnr.bg Архивная копия от 9 сентября 2014 на Wayback Machine | Българско национално радио Архивная копия от 28 июня 2021 на Wayback Machine |
| Сербия                 | Радио и телевидение Сербии                                                              | вещание по 1-й (РТС 1) и 2-й (РТС 2) телепрограммам, 1-й (Радио Београд 1), 2-й (Радио Београд 2) и 3-й (Радио Београд 3) радиопрограммам | возникло в 1929 году | rts.rs Архивная копия от 24 февраля 2011 на Wayback Machine | RTS Sajt — Zvanični kanal Архивная копия от 23 ноября 2016 на Wayback Machine |
| Северная Македония     | Македонское радио и телевидение                                                         | вещание по 1-й (МРТ 1) и 2-й (МРТ 2) телепрограммам 1-й (МР 1), 2-й (МР 2) и 3-й (МР 3) | возникло в 1944 году | mrt.com.mk Архивная копия от 10 ноября 2018 на Wayback Machine | — |
| Черногория             | Радио и телевидение Черногории                                                          | вещание по 1-й (ТВЦГ 1) телепрограмме, 1-й (РЦГ 1) и 2-й (РЦГ 2) радиопрограммам | возникло в 1949 году | rtcg.me Архивная копия от 22 апреля 2021 на Wayback Machine | — |
| Босния и Герцеговина   | Боснийско-Герцеговинское радио и телевидение                                            | вещание по 1-й телепрограмме (BHT 1) и 1-й радиопрограмме (BHR 1) | возникло в 1945 году | bhrt.ba | BHRT — Radiotelevizija Bosne i Hercegovine Архивная копия от 19 января 2017 на Wayback Machine |
| Албания                | Албанское радио и телевидение                                                           | вещание по 1-й телепрограмме (TVSH) и 1-й (Radio Tirana 1) и 2-й Radio Tirana 2) радиопрограммам и радиовещание на заграницу | возникло в 1938 году | rtsh.al Архивная копия от 12 августа 2016 на Wayback Machine | RTSH — Radio Televizioni Shqiptar Архивная копия от 14 июня 2021 на Wayback Machine |
| Украина                | публичное акционерное общество «Национальная общественная телерадиокомпания Украины»    | вещание по 1-й телепрограмме (UA: Первый) и 1-й (Украинское радио), 2-й (Проминь), 3-й (Украинское радио «Культура») радиопрограммам | возникло в 2017 году в результате объединения Национальной телекомпании Украины, Национальной радиокомпании Украины, Государственной телерадиокомпании «Культура» и областных государственных телерадиокомпаний | 1tv.com.ua Архивная копия от 15 февраля 2017 на Wayback Machine culture.suspilne.media Архивная копия от 14 марта 2022 на Wayback Machine nrcu.gov.ua Архивная копия от 9 ноября 2017 на Wayback Machine                                                                                                 | UA:Перший Архивная копия от 18 февраля 2019 на Wayback Machine |

#### Азия
| Страна                   | Вещательная организация                  | Вещательная деятельность | Предыстория          | Сайт                                                                       |
| ------------------------ | ---------------------------------------- | --- | -------------------- | -------------------------------------------------------------------------- |
| Япония                   | Японская радиовещательная корпорация     | вещание по 1-й NHK General TV и 2-й (NHK Educational TV) телепрограммам, 1-й (NHK Radio 1), 2-й (NHK Radio 2) и УКВ-программе (NHK FM)), радиопередачи на заграницу | возникла в 1924 году | nhk.or.jp Архивная копия от 9 апреля 2007 на Wayback Machine               |
| Турция                   | Учреждение турецкого радио и телевидения | вещание по 1-й (TRT 1), 2-й (TRT 2) и 3-й (TRT 3) телепрограммам, 1-я (Radyo 1), 2-й (TRT FM), 3-й (Radyo3) радиопрограммам, радиопередачи на заграницу             |                      | trt.net.tr Архивная копия от 2 декабря 2016 на Wayback Machine             |
| Корея (Республика Корея) | Корейская радиовещательная система       | вещание по 1-й (KBS1) и 2-й (KBS2) телепрограммам, 1-й (KBS Radio 1), 2-й (KBS Radio 2), 3-й (KBS Radio 3) радиопрограммам, радиопередачи на заграницу              | возникла в 1927 году | kbs.co.kr Архивная копия от 12 августа 2007 на Wayback Machine             |
| Корея (Республика Корея) | EBS                                      | вещание по 3-й телепрограмме | —                    | ebs.co.kr                                                                  |
| Корея (Республика Корея) | MBC                                      | вещание по 4-й телепрограмме | —                    | imbc.com                                                                   |
| Индия                    | Доордаршан                               | вещание по 1-й (DD National), 2-й (DD News) и 3-й (DD Sports) телепрограммам                                                                                        | возникла в 1959 году | ddindia.gov.in                                                             |
| Индия                    | AIR                                      | вещание по радиопрограммам AIR National Channel, Vividh Bharati) и радиопередачи на заграницу                                                                       | возникла в 1930 году | allindiaradio.gov.in Архивная копия от 20 сентября 2013 на Wayback Machine |
| Израиль                  | Управление радиовещания                  | вещание по 1-й (Ха-Аруц Ха-Ришон) и 3-й (33-й канал) телепрограммам, 1-й (Решет Алеф), 2-й (Решет Бет) и 3-й (Решет Гимель) радиопрограммам                         | возникла в 1948 году | iba.org.il Архивная копия от 15 мая 2017 на Wayback Machine                |

#### Америка, Африка и Океания
| Страна         | Вещатель                              | Телеканалы | Радиостанции | Сайт |
| -------------- | ------------------------------------- | --- | --- | --- |
| Канада         | Канадская радиовещательная корпорация | англоязычнный эфирный телеканал CBC Television, франкоязычный эфирный телеканал ICI Radio-Canada Télé, англоязычный спутниковый телеканал CBC News Network, франкоязычный спутниковый телеканал le Réseau de l’information | Две англоязычные радиостанции (CBC Radio One, CBC Radio Two), 2 франкоязычные радиостанции (ICI Radio-Canada Première, ICI Musique), международная радиостанция (Radio Canada International), англоязычная цифровая радиостанция (CBC Radio 3), франкоязычная цифровая радиостанция (Bandeapart.fm) | англоязычный cbc.ca Архивная копия от 7 октября 2021 на Wayback Machine, франкоязычный ici.radio-canada.ca Архивная копия от 12 ноября 2014 на Wayback Machine |
| США            | PBS                                   | подготовка телепередач | — | pbs.org Архивная копия от 21 мая 2019 на Wayback Machine |
| США            | NPR                                   | — | подготовка радиопередач | npr.org Архивная копия от 1 января 2010 на Wayback Machine |
| США            | VOA                                   | Одноимённый Международный спутниковый телеканал | Одноимённая радиостанция | voanews.com Архивная копия от 14 мая 2012 на Wayback Machine                                                                                                   |
| Австралия      | ABC                                   | 1-й телеканал (ABC) | Две радиостанции (Radio National и Classic FM) | abc.net.au Архивная копия от 13 июня 1997 на Wayback Machine                                                                                                   |
| Австралия      | SBS                                   | 7-й телеканал (SBS) | Две радиостанции (SBS Radio 1 и SBS Radio 2) | sbs.com.au Архивная копия от 21 сентября 2013 на Wayback Machine                                                                                               |
| Новая Зеландия | Radio New Zealand                     | — | Две радиостанции (Radio New Zealand National и Radio New Zealand Concert) | radionz.co.nz Архивировано 21 августа 2011 года. |
| Новая Зеландия | TVNZ                                  | 1-й (TV One) и 2-й (TV2) телеканалы | — | tvnz.co.nz Архивная копия от 14 июня 2011 на Wayback Machine                                                                                                   |
| Новая Зеландия | Māori Television                      | Второстепенные телеканалы | — | maoritelevision.com Архивировано 21 августа 2011 года. |
| Южная Африка   | SABC                                  | 1-й (SABC 1), 2-й (SABC 2) и 3-й (SABC 3) телеканал | Две радиостанции на английском (SAfm, 5FM), радиостанции на языках народов Южной Африки | sabc.co.za Архивная копия от 26 февраля 2011 на Wayback Machine                                                                                                |

#### Организации, осуществлявшие раннее общественное радио- и телевещание
| Страна       | Организация, осуществлявшие раннее общественное радио- и телевещание | Предыстория | Вещательная деятельность | Прекращение общественного вещания и его причины                                                                                |
| ------------ | -------------------------------------------------------------------- | --- | --- | --- |
| Франция      | Управление французского радиовещания и телевидения                   | возникла в 1939 году на базе подразделения Министерства почт, телеграфов и телефонов                                                                          | вещание по 1-й, 2-й и 3-й телепрограммам, 1-й, 2-й, 3-й и 4-й радиопрограммам                                                             | Разделения в 1975 году на акционерные общества «ТФ1», «Антенн 2», «Франс Регион 3» и «Радио Франс»                             |
| Франция      | акционерное общество «ТФ1»                                           | возникла в 1975 году в результате разделения Управления французского радиовещания и телевидения                                                               | вещание по 1-й телепрограмме | приватизация в 1987 году |
| Франция      | акционерное общество «Франс 2»                                       | возникла в 1975 году в результате разделения Управления французского радиовещания и телевидения                                                               | вещание по 2-й телепрограмме | поглощение в 2010 году акционерным обществом «Франс Телевизьон»                                                                |
| Франция      | акционерное общество «Франс 3»                                       | возникла в 1975 году в результате разделения Управления французского радиовещания и телевидения                                                               | вещание по 3-й телепрограмме | поглощение в 2010 году акционерным обществом «Франс Телевизьон»                                                                |
| Франция      | акционерное общество «Франс 5»                                       | возникла в 1994 году для вещания по 5-й телепрограмме после банкротства частной телекомпании раннее по ней вещавшей                                           | вещание по 5-й телепрограмме | поглощение в 2010 году акционерным обществом «Франс Телевизьон»                                                                |
| Франция      | акционерное общество «Сеть Заморской Франции»                        | возникла в 1983 году на базе подразделения телекомпании «Франс 3»                                                                                             | вещание по 1-м телепрограммам заморских департаментов и заморских территорий Франции                                                      | поглощение в 2010 году акционерным обществом «Франс Телевизьон»                                                                |
| Франция      | акционерное общество «РФИ»                                           | возникла в 1983 году на базе подразделения Радио Франции | радиовещание на заграницу | поглощение в 2010 году акционерным обществом «Франс Медиа Монд»                                                                |
| Германия     | общество с ограниченной ответственностью «Дойчландзендер»            | возникла в 1926 году | вещание по одноименной радиопрограмме | поглощение в 1934 году Имперским обществом радиовещания                                                                        |
| Германия     | Германское телевидение                                               | возникла в 1952 году | вещание по 3-й телепрограмме | отстранение от вещания в пользу Восточно-Германского радио Бранденбурга и Центрально-Германского радио                         |
| Германия     | Радиовещание ГДР                                                     | возникла в 1945 году | вещание по саксонской, тюрингской, саксен-анхальтской, бранденбургской, мекленбургской 1-м, восточно-германским 2-й и 3-й радиопрограммам | отстранение от вещания в пользу Восточно-Германского радио Бранденбурга и Центрально-Германского радио                         |
| Бельгия      | Национальное учреждение радиовещания                                 | возникла в 1930 году | вещание по двум радиопрограмамм | реорганизация путём разделения на Франкоязычное бельгийское радио и телевидение и Организацию фламандского радио и телевидения |
| Нидерланды   | Союз нидерландского радиовещания                                     | возникла в 1947 году | вещание по трём радиопрограммам | объединение в 1969 году с NTS в NOS                                                                                            |
| Нидерланды   | NTS                                                                  | созникла в 1951 году | вещание по 1-й и 2-й телепрограммам | в 1969 году объединение с NRU в NOS                                                                                            |
| Нидерланды   | RCE                                                                  | возникла в 1978 году | Одна радиостанция | объединения в 1980 году с RNE                                                                                                  |
| Португалия   | акционерное общество «Португальское телевидение»                     | возникла в 1955 году | вещание по 1-й и 2-й телепрограммам | объединение в 2004 году с Португальским радио в Радио и телевидение Португалии                                                 |
| Португалия   | акционерное общество «Португальское радио»                           | возникла в 1935 году | вещание по 1-й, 2-й и 3-й радиопрограммам                                                                                                 | объединение в 2004 году с Португальским телевидением в Радио и телевидение Португалии                                          |
| Греция       | акционерное общество «ЕРТ 2»                                         | возникла в 1866 году | вещание по 1-й телепрограмме и нескольким местным радиопрограммам                                                                         | поглощение в 1987 году акционерным обществом «Греческое радиовещание и телевидение»                                            |
| Польша       | Польское радио и телевидение                                         | возникла в 1925 году | вещание по 1-й и 2-й телепрограммам, 1-й, 2-й и 3-й радиопрограммам                                                                       | разделение в 1992 году на Польское телевидение и Польское радио                                                                |
| Чехословакия | Чехословацкое телевидение                                            | возникла в 1957 году | вещание по 1-й и 2-й телепрограммам | ликвидация в 1992 году |
| Чехословакия | Чехословацкое радио                                                  | возникла в 1923 году | вещание по 1-й, 2-й и 3-й радиопрограммам                                                                                                 | ликвидация в 1992 году |
| Словакия     | Словацкое телевидение                                                | возникла в 1991 году на базе подразделения Чехословацкого телевидения                                                                                         | 1-й и 2-й телеканалы | объединён в 2011 году со Словацким радио в Радио и телевидение Словакии                                                        |
| Словакия     | Словацкое радио                                                      | возникла в 1991 году на базе подразделения Чехословацкого радио                                                                                               | Три радиостанции | объединён в 2011 году со Словацким телевидением в Радио и телевидение Словакии                                                 |
| Венгрия      | общество с ограниченной ответственностью «Венгерское телевидение»    | возникло в 1957 году | вещание по 1-й и 2-й программам | объединение в 2015 году с Венгерским радио в Дунайскую службу средств массовой информации                                      |
| Венгрия      | общество с ограниченной ответственностью «Венгерское радио»          | возникло в 1893 году | вещание по 1-й, 2-й и 3-й программам | объединение в 2015 году с обществами с Венгерским телевидением в Дунайскую службу средств массовой информации"                 |
| Венгрия      | Телевидение Дуная                                                    | возникла в 1992 году | спутниковый телеканал | объединение в 2015 году с Венгерским радио и Венгерским телевидением в Дунайскую службу средств массовой информации            |
| Эстония      | Эстонское телевидение                                                | возникло в 1990 году в результате разделения Государственного комитета Эстонской ССР по телевидению и радиовещанию на Эстонское телевидение и Эстонское радио | вещание по 1-й программе | объединение в 2007 году Эстонским радио в Эстонское национальное радио                                                         |
| Эстония      | Эстонское радио                                                      | возникло в 1990 году в результате разделения Государственного комитета Эстонской ССР по телевидению и радиовещанию на Эстонское телевидение и Эстонское радио | вещание по 1-й и 2-й программам | объединение в 2007 году с Эстонским телевидение в Эстонское национальное радио                                                 |
| Румыния      | Румынское радио и телевидение                                        | возникло в 1928 году | вещание по 1-й и 2-й телепрограммам, 1-й, 2-й и 3-й радиопрограммам                                                                       | разделение в 1994 году на Румынское общество телевидения и Румынское общество радиовещания                                     |

### Общественные вещатели автономий
| Страны                                      | Вещательные организации автономий                  | Вещательная деятельность организации                                                                                      | Предыстория                                                                           | Сайты                                                            |
| ------------------------------------------- | -------------------------------------------------- | --- | ------------------------------------------------------------------------------------- | ---------------------------------------------------------------- |
| Великобритания, Уэльс                       | Управление 4-го канала Уэльса                      | вещание по уэльсской 4-й телепрограмме                                                                                    | создано в 1981 году                                                                   | s4c.cymru Архивная копия от 1 сентября 2016 на Wayback Machine   |
| Бельгия (Валлония)                          | Франкоязычное бельгийское радио и телевидение      | вещание по 1-й (La Une) и 2-й (La Deux) телепрограммам, 1-й (La Première), 2-й (VivaCité) и 3-й (Musiq'3) радиопрограммам | создано в 1960 году                                                                   | rtbf.be Архивная копия от 10 сентября 2015 на Wayback Machine    |
| Бельгия (Фландрия)                          | Фламандское радио и телевидение                    | вещание по 1-й (Één) и 2-й (Canvas) телепрограммам, 1-й (Radio 1), 2-й (Radio 2) и 3-й (Klara) радиопрограммам            | создано в 1960 году                                                                   | vrt.be Архивная копия от 13 октября 2005 на Wayback Machine      |
| Бельгия (Немецкоязычное сообщество Бельгии) | Бельгийское радио                                  | вещание по двум радиопрограммам (BRF 1 и BRF 2)                                                                           | создано в 1977 году                                                                   | brf.be Архивная копия от 3 сентября 2016 на Wayback Machine      |
| Дания (Фарерские острова)                   | акционерное общество «Радиовещание Фарер»          | вещание по 1-й телепрограмме (SvF) и 1-й радиопрограмме (ÚF)                                                              | создано в 2005 году путём объединения Телевидения Фарер и Радио Фарер                 | kvf.fo Архивная копия от 18 сентября 2016 на Wayback Machine     |
| Дания (Фарерские острова)                   | акционерное общество «Телевидение Фарер»           | вещание по 1-й телепрограмме                                                                                              | создано в 1984 году, в 2005 году объединено с Радио Фарер в Радиовещание Фарер        |                                                                  |
| Дания (Фарерские острова)                   | акционерное общество «Радио Фарер»                 | вещание по 1-й радиопрограме                                                                                              | создано в 1957 году, в 2005 году объединено с Телевидением Фарер в Радиовещание Фарер |                                                                  |
| Дания (Гренландия)                          | акционерное общество «Радио Гренландии»            | вещание по 1-й телепрограмме и 1-й радиопрограмме                                                                         | создано в 1958 году                                                                   | knr.gl Архивная копия от 21 сентября 2016 на Wayback Machine     |
| Сербия, Воеводина                           | Радио и телевидение Воеводины                      | 1-й телеканал (РТВ 1) | Одна радиостанция (Радио Нови-Сад 1)                                                  | rtv.rs Архивировано 2 декабря 2012 года.                         |
| Сербия, Косово                              | Радио и телевидение Косова                         | 1-й телеканал (РТК 1) | Одна радиостанция (Радио Косова)                                                      | rtklive.com Архивная копия от 30 августа 2016 на Wayback Machine |
| Босния и Герцеговина (Республика Сербская)  | Радио и телевидение Республики Сербской            | Televizija Republike Srpske                                                                                               | Radio Republike Srpske                                                                | rtrs.tv Архивная копия от 2 сентября 2016 на Wayback Machine     |
| Босния и Герцеговина                        | Радио и телевидение Федерации Боснии и Герцеговины | FTV | Federalni Radio                                                                       | rtvfbih.ba Архивная копия от 3 марта 2009 на Wayback Machine     |

### Наднациональные общественные и полуобщественные вещатели
| Страны                              | Интернациональные общественные вещатели | Телеканалы/радиоканалы | Владельцы/учредители/члены | Сайты |
| ----------------------------------- | --------------------------------------- | --- | --- | --- |
| Европейский союз                    | Euronews                                | Euronews/Euronews Radio | акционерное общество «Франс Телевизьон», акционерное общество «РАИ», ФГУП «Всероссийская государственная телевизионная и радиовещательная компания», общественное учреждение «Корпорация турецкого радио и телевидения», «Швейцарская общество радиовещания и телевидения» | euronews.com Архивная копия от 23 марта 2016 на Wayback Machine Euronews по-русски Архивная копия от 20 ноября 2016 на Wayback Machine euronews (en français) Архивная копия от 22 ноября 2016 на Wayback Machine euronews (deutsch) Архивная копия от 19 октября 2016 на Wayback Machine |
| Франция, Бельгия, Швейцария, Канада | акционерное общество «ТВ5 Монд»         | международные спутниковые телеканалы TV5 Monde, TV5 Monde+, TV5 Monde+Afrique, TV5 Monde+Jeunesse, TV5 Monde+Documentaire, TV5 Québec Canada, Unis | акционерное общество «Франс Телевизьон», акционерное общество «Франс Медиа Монд», акционерное общество «Арте Франс», общественное учреждение, имеющее промышленный и коммерческий характер «Национальный институт аудиовизуала», общественное учреждение «Франкоязычное бельгийское радио и телевидение», Швейцарское общество радиовещания и телевидения, Канадская радовещательная корпорация, Общество телевещания Квебека, трудовой коллектив | tv5monde.com Архивная копия от 30 апреля 2013 на Wayback Machine, tv5.ca Архивная копия от 14 сентября 2016 на Wayback Machine и unis.ca Архивная копия от 19 сентября 2016 на Wayback Machine                                                                                            |
| Франция и Германия                  | группа экономических интересов «Арте»   | спутниковый телеканал («Arte») | общество с ограниченной ответственностью «Арте Дойчланд ТВ», акционерное общество «Арте Франс» | arte.tv Архивная копия от 31 августа 2016 на Wayback Machine |

### Региональные общественные вещатели
| Страна               | Область                                                                    | Вещательная организация      | Вещательная деятельность | Предыстория | Сайт                                                                     |
| -------------------- | -------------------------------------------------------------------------- | ---------------------------- | --- | --- | ------------------------------------------------------------------------ |
| Германия             | Бавария                                                                    | Баварское радио              | подготовка телепередач для 1-й телепрограммы, вещание по баварской 3-й телепрограмме (BR Fernsehen), баварским 1-й (Bayern 1), 2-й (Bayern 2), 3-й (Bayern 3) и 4-й (BR Klassik) программам | возникла в 1945 году на базе филиала Имперского общества радиовещания | br.de Архивная копия от 11 августа 2016 на Wayback Machine               |
| Германия             | Гессен                                                                     | Гессенское радио             | подготовка телепередач для 1-й телепрограммы и вещание по 3-й телепрограмме (hr fernsehen), гессенским 1-й (hr1), 2-й (hr2-kultur), 3-й (hr3) и 4-й (hr4) радиопрограммам | возникла в 1945 году на базе филиала Имперского общества радиовещания | hessenschau.de Архивная копия от 11 августа 2016 на Wayback Machine      |
| Германия             | Баден-Вюртемберг и Рейнланд-Пфальц                                         | Юго-Западное радио           | подготовка телепередач для 1-й телепрограммы и вещание по юго-западно-германской 3-й телепрограмме (SWR Fernsehen), вещание по рейнланд-пфальцской (SWR1 Rheinland-Pfalz) и баден-вюртембергской (SWR1 Baden-Württemberg) 1-м, юго-западно-германским 2-й (SWR2) и 3-й (SWR3) радиопрограммам                                                  | возникла в 1998 году в результате объединения старого Юго-Западного радио и Южно-Германского радио                                                                                            | www.swr.de Архивная копия от 13 мая 2021 на Wayback Machine              |
| Германия             | Саарланд                                                                   | Саарландское радио           | подготовка телепередач для 1-й телепрограммы и вещание по саарландской 3-й телепрограмме, саарландским 1-й (SR 1 Europawelle), 2-й (SR 2 Kulturradio), 3-й (SR 3 Saarlandwelle) радиопрограммам | возникла в 1945 году на базе филиала Имперского общества радиовещания | sr.de Архивная копия от 12 августа 2016 на Wayback Machine               |
| Германия             | Северный Рейн-Вестфалия                                                    | Западно-Германское радио     | подготовка телепередач для 1-й телепрограммы и вещание по западно-германской 3-й телепрограмме (WDR Fernsehen), заподно-германской 5-й (WDR 5), 3-й (WDR 3), 4-й (WDR 4), 2-й (WDR 2) и 1-й (1 Live) радиопрограммам | возникла в 1956 году в результате разделения Северо-Западно-Германского радио на Северо-Германское радио и Западно-Германское радио                                                           | wdr.de Архивная копия от 11 августа 2016 на Wayback Machine              |
| Германия             | Нижняя Саксония, Шлезвиг-Гольштейн, Гамбург, Мекленбург-Передняя Померания | Северо-Германское радио      | подготовка телепередач для 1-й телепрограммы и вещание по северо-германской 3-й телепрограмме (NDR Fernsehen), гамбургской (NDR 90,3), нижнесаксонской (NDR 1 Niedersachsen), шлезвиг-гольштейнской (NDR 1 Welle Nord) и мекленбург-передне-померанской (NDR 1 Radio MV) 1-м, северо-германским 2-й (NDR 2) и 3-й (NDR Kultur) радиопрограммам | возникла в 1956 году в результате разделения Северо-Западно-Германского радио на Северо-Германское радио и Западно-Германское радио                                                           | ndr.de Архивная копия от 3 марта 2011 на Wayback Machine                 |
| Германия             | Бремен                                                                     | Радио Бремена                | подготовка телепередач для 1-й телепрограммы и вещание по бременским 3-й телепрограмме (Radio Bremen TV), 1-й (Bremen Eins), 4-й (Bremen Vier) и 2-й (Bremen Zwei) радиопрограммам | возникла в 1945 году | radiobremen.de Архивная копия от 30 сентября 2007 на Wayback Machine     |
| Германия             | Берлин, Бранденбург                                                        | Радио Берлина и Бранденбурга | подготовка телепередач для 1-й телепрограммы и вещание берлинско-бранденбургской по 3-й телепрограмме (rbb Fernsehen), вещание по берлинской (Radio Berlin 88,8) и бранденбургской (Antenne Brandenburg) 1-м, берлинско-бранденбургским 2-й (Radio Eins), 3-й (Kulturradio) радиопрограммам                                                    | возникла в 2003 году в результате объединения Радиостанции Свободного Берлина и Восточно-Германского радио Бранденбурга                                                                       | rbb-online.de Архивировано 26 марта 2010 года.                           |
| Германия             | Саксония, Саксония-Анхальт, Тюрингия                                       | Центрально-Германское радио  | подготовка телепередач для 1-й телепрограммы и вещание по 3-й центрально-германской телепрограмме (MDR Fernsehen) | вещание по саксонской (MDR 1 Radio Sachsen), саксен-анхальтской (MDR Sachsen-Anhalt) и тюрингской (MDR Thüringen) 1-м, центрально-германским 2-й (MDR Jump) и 3-й (MDR Kultur)радиопрограммам | mdr.de Архивная копия от 11 августа 2016 на Wayback Machine              |
| Канада               |                                                                            | Теле-Квебек                  | вещание по одноимённой телепрограмме | — | telequebec.tv Архивная копия от 27 февраля 2011 на Wayback Machine       |
| Канада               |                                                                            | Knowledge Network            | вещание по одноимённой телепрограмме | — | knowledge.ca Архивная копия от 26 октября 2016 на Wayback Machine        |
| Канада               |                                                                            | TVOntario                    | вещание по одноимённой телепрограмме | — | tvo.org Архивная копия от 4 апреля 2014 на Wayback Machine               |
| Нидерланды           |                                                                            | RTV Noord                    | вещание по телепрограмме TV Noord и радиопрограмме Radio Noord | | rtvnoord.nl Архивная копия от 31 августа 2016 на Wayback Machine         |
| Нидерланды           |                                                                            | RTV Drenthe                  | — | — | rtvdrenthe.nl Архивная копия от 2 сентября 2021 на Wayback Machine       |
| Нидерланды           |                                                                            | RTV Oost                     | — | — | rtvoost.nl Архивная копия от 5 сентября 2016 на Wayback Machine          |
| Нидерланды           |                                                                            | Omroep Gelderland            | вещание по телепрограмме TV Gelderland и радиопрограмме Radio Gelderland | | omroepgelderland.nl Архивная копия от 23 мая 2015 на Wayback Machine     |
| Нидерланды           |                                                                            | RTV Utrecht                  | — | — | rtvutrecht.nl Архивная копия от 8 октября 2015 на Wayback Machine        |
| Нидерланды           |                                                                            | Omroep Flevoland             | вещание по телепрограмме TV Flevoland и радиопрограмме Radio Flevoland | | omroepflevoland.nl Архивная копия от 2 сентября 2016 на Wayback Machine  |
| Нидерланды           |                                                                            | RTV Noord-Holland            | — | — | rtvnh.nl Архивная копия от 31 августа 2016 на Wayback Machine            |
| Нидерланды           |                                                                            | Omroep West                  | вещание по телепрограмме TV West и радиопрограмме Radio West | | omroepwest.nl Архивная копия от 2 сентября 2016 на Wayback Machine       |
| Нидерланды           |                                                                            | Omroep Zeeland               | — | — | omroepzeeland.nl Архивная копия от 29 августа 2016 на Wayback Machine    |
| Нидерланды           |                                                                            | Omroep Brabant               | — | — | omroepbrabant.nl Архивная копия от 22 апреля 2018 на Wayback Machine     |
| Нидерланды           |                                                                            | L1                           | — | — | l1.nl Архивная копия от 25 ноября 2016 на Wayback Machine                |
| Испания              | Андалузия                                                                  | RTVA                         | вещание по 7-й телепрограмме (Canal Sur), радиопрограммам Canal Sur Radio, Radio Andalucía Información, Canal Fiesta | | canalsur.es Архивная копия от 31 августа 2016 на Wayback Machine         |
| Испания              | Арагон                                                                     | CARTV                        | вещание по 7-й телепрограмме (Aragón TV) и радиопрограммам Aragón Radio и Aragón Radio 2.com | | cartv.es Архивная копия от 19 августа 2016 на Wayback Machine            |
| Испания              | Астурия                                                                    | RTPA                         | вещание по 7-й телепрограмме (TPA7) и радиопрограмме RPA | | rtpa.es Архивная копия от 3 сентября 2016 на Wayback Machine             |
| Испания              | Балеарские острова                                                         | EPRTVIB                      | вещание по 3-й телепрограмме (IB3) и радиопрограмме IB3 Ràdio | | ib3tv.com Архивная копия от 30 августа 2016 на Wayback Machine           |
| Испания              | Канарские острова                                                          | RTVC                         | вещание по 7-й телепрограмме (Televisión Canaria) и радиопрограмме Canarias Radio La Autonómica | | rtvc.es Архивная копия от 16 июля 2016 на Wayback Machine                |
| Испания              | Кастилья-ла-Манча                                                          | RTVCM                        | вещание по 7-й телепрограмме (Castilla-La Mancha Televisión) и радиопрограмме RCM | | rtvcm.es Архивная копия от 27 февраля 2009 на Wayback Machine            |
| Испания              | Каталония                                                                  | CCMA                         | вещание по 3-й телепрограмме (TV3) и радиопрограммам Catalunya Ràdio, Catalunya Informació, Catalunya Música | | ccma.cat Архивная копия от 24 ноября 2014 на Wayback Machine             |
| Испания              | Экстремадура                                                               | CEXMA                        | вещание по 8-й телепрограмме (Canal Extremadura Televisión) и радиопрограмме Canal Extremadura Radio | | canalextremadura.es Архивная копия от 3 сентября 2016 на Wayback Machine |
| Испания              | Галисия                                                                    | CRTVG                        | вещание по 7-й телепрограмме (Televisión de Galicia) и радиопрограммам Radio Galega и Radio Galega Música | | crtvg.es Архивная копия от 30 августа 2016 на Wayback Machine            |
| Испания              | Мадрид                                                                     | EPRTVM                       | вещание по 7-й телепрограмме (Telemadrid) и радиопрограммам 7 Onda Madrid Radio и 8 Onda Madrid Radio | | telemadrid.es Архивная копия от 31 августа 2016 на Wayback Machine       |
| Испания              | Мурсия                                                                     | RTRM                         | вещание по 7-й телепрограмме (La 7 Televisión Región de Murcia) и радиопрограммам Onda Regional de Murcia и OR Música de Murcia | | rtrm.es Архивная копия от 19 сентября 2016 на Wayback Machine            |
| Испания              | Край Басков                                                                | EITB                         | вещание по 7-й телепрограмме (ETB 1) и радиопрограммам Radio Euskadi, Euskadi Irratia, EiTB Musika, Radio Vitoria | | eitb.eus Архивная копия от 31 августа 2016 на Wayback Machine            |
| Испания              | Валенсия                                                                   | RTVV                         | вещание по 9-й телепрограмме (Nou) и радиопрограммам Nou Ràdio, Sí Ràdio | | rtvv.es Архивная копия от 1 октября 2007 на Wayback Machine              |
| Босния и Герцеговина | Боснийско-Подринский кантон                                                | RTV Goražde                  | вещание по одноимённой телепрограмме и радиопрограмме Radio Goražde | | rtvbpk.com Архивная копия от 15 октября 2009 на Wayback Machine          |
| Босния и Герцеговина | Добой                                                                      | RTV Doboj                    | вещание по одноимённой телепрограмме и радиопрограмме Radio Doboja | | rtvdoboj.com Архивная копия от 24 сентября 2016 на Wayback Machine       |
| Босния и Герцеговина | Унско-Санский кантон                                                       | RTV Cazin                    | вещание по одноимённой телепрограмме и радиопрограмме Radio Cazin | | rtvcazin.ba Архивная копия от 18 сентября 2016 на Wayback Machine        |
| Босния и Герцеговина | Герцеговино-Неретвенский кантон                                            | RTV Jablanica                | вещание по одноимённой телепрограмме и радиопрограмме Radio Jablanica | | —                                                                        |
| Босния и Герцеговина | Приедор                                                                    | RTV Kozarska Dubica          | вещание по одноимённой телепрограмме и радиопрограмме Dub Radio | | rtv-kd.com Архивная копия от 18 сентября 2016 на Wayback Machine         |
| Босния и Герцеговина | Унско-Санский кантон                                                       | RTV Sana                     | вещание по одноимённой телепрограмме и радиопрограмме Radio Sana | | radiosana.ba                                                             |
| Босния и Герцеговина | Тузланский кантон                                                          | RTV Živinice                 | вещание по одноимённой телепрограмме и радиопрограмме Radio Živinice | | rtvzivinice.tv                                                           |
| Босния и Герцеговина | Зеницко-Добойский кантон                                                   | RTV Zenica                   | вещание по одноимённой телепрограмме и радиопрограмме Radio Zenica | | rtvze.ba Архивная копия от 18 сентября 2016 на Wayback Machine           |
| Босния и Герцеговина | Сараевский кантон                                                          | RTV Vogošća                  | вещание по одноимённой телепрограмме и радиопрограмме Radio Vogošća | | rtvvogosca.ba Архивная копия от 18 сентября 2016 на Wayback Machine      |
| Босния и Герцеговина | Зеницко-Добойский кантон                                                   | RTV Visoko                   | вещание по одноимённой телепрограмме и радиопрограмме Radio Visoko | | rtv-visoko.ba                                                            |
| Босния и Герцеговина | Унско-Санский кантон                                                       | RTV USK                      | вещание по одноимённой телепрограмме и радиопрограмме Radio USK | | rtvusk.ba Архивная копия от 18 ноября 2009 на Wayback Machine            |
| Босния и Герцеговина | Тузланский кантон                                                          | RTV TK                       | вещание по одноимённой телепрограмме и радиопрограмме Radio TK | | rtvtk.ba Архивная копия от 30 ноября 2010 на Wayback Machine             |
| Босния и Герцеговина | Среднебоснийский кантон                                                    | RTV Bugojno                  | вещание по одноимённой телепрограмме и радиопрограмме Radio Bugojno | | Архивная копия от 3 октября 2016 на Wayback Machine                      |
| Босния и Герцеговина | Тузланский кантон                                                          | RTV 7 Tuzla                  | вещание по одноимённой телепрограмме и радиопрограмме Radio 7 | | rtv7.ba Архивная копия от 21 сентября 2016 на Wayback Machine            |
| Босния и Герцеговина | Восточное Сараево                                                          | RTV IS                       | вещание по одноимённой телепрограмме и радиопрограмме Radio Istočno Sarajevo | | rtvis.tv                                                                 |
| Босния и Герцеговина | Приедор                                                                    | RTV Prijedor                 | вещание по одноимённой телепрограмме и радиопрограмме Radio Prijedor | | —                                                                        |
| Босния и Герцеговина | Источно-Сараево                                                            | TV Rudo                      | вещание по одноимённой телепрограмме | — | —                                                                        |
| Босния и Герцеговина | Сараевский кантон                                                          | TVSA                         | вещание по одноимённой телепрограмме | — | tvsa.ba Архивная копия от 5 октября 2016 на Wayback Machine              |
| Босния и Герцеговина | Тузланский кантон                                                          | RTV Lukavac                  | вещание по одноимённой телепрограмме и радиопрограмме Radio Lukavac | | rtvlukavac.ba Архивная копия от 6 ноября 2016 на Wayback Machine         |
| Сербия               | Шумадийский округ                                                          | РТВ Крагујевац               | вещание по одноимённой телепрограмме и радиопрограмме | — | rtk.co.rs Архивная копия от 7 ноября 2015 на Wayback Machine             |
| Сербия               | Мачванский округ                                                           | РТВ Шабац                    | вещание по одноимённой телепрограмме и радиопрограмме Радио Шабац | | tvsabac.co.rs Архивная копия от 20 сентября 2016 на Wayback Machine      |
| Сербия               | Борский округ                                                              | RTV Bor                      | вещание по одноимённой телепрограмме и радиопрограмме Radio Bor | | rtvbor.rs Архивная копия от 25 сентября 2016 на Wayback Machine          |
| Сербия               | Расинский округ                                                            | RTV Kruševac                 | вещание по одноимённой телепрограмме | — | rtk.rs                                                                   |
| Сербия               | Пчиньский округ                                                            | RTV Vranje                   | вещание по одноимённой телепрограмме | — | rtv-vranje.rs Архивная копия от 21 сентября 2016 на Wayback Machine      |
| Сербия               | Рашский округ                                                              | RTV Raška                    | вещание по одноимённой телепрограмме | — | rtv.raska.rs                                                             |
| Сербия               | Рашский округ                                                              | RTV Novi Pazar               | вещание по одноимённой телепрограмме | | rtvnp.rs Архивная копия от 23 сентября 2016 на Wayback Machine           |
| Сербия               | Белград                                                                    | Студио Б                     | вещание по одноимённой телепрограмме и радиопрограмме | | rtvnp.rs Архивная копия от 23 сентября 2016 на Wayback Machine           |
| Сербия               | Нишавский округ                                                            | NTV                          | вещание по одноимённой телепрограмме | — | ntv.rs Архивная копия от 26 сентября 2016 на Wayback Machine             |
| Сербия               | Южно-Банатский округ                                                       | RTV Pančevo                  | вещание по одноимённой телепрограмме | — | —                                                                        |
| Сербия               | Южно-Бачский округ                                                         | TV Petrovec                  | вещание по одноимённой телепрограмме | — | tvpetrovec.com Архивная копия от 17 сентября 2016 на Wayback Machine     |
| Сербия               | Южно-Бачский округ                                                         | Новосадска телевизија        | вещание по одноимённой телепрограмме | — | —                                                                        |

#### Бывшие региональные общественные вещатели
| Страна   |                                                                      | Бывшие региональные общественные вещатели                               | Предыстория                                                                     | Вещательная деятельность | Прекращение вещания и его причины ликвидации                                                                        |
| -------- | -------------------------------------------------------------------- | ----------------------------------------------------------------------- | ------------------------------------------------------------------------------- | --- | --- |
| Германия | Нижняя Саксония, Гамбург, Шлезвиг-Гольштейн, Северный Рейн-Вестфалия | Северо-Западно-Германское радио                                         | возникла в 1945 году на базе филиалов Имперского общества радиовещания          | вещание по 1-й северо-западно-германской программе, северо-геранской и западно-германской 2-й радиопрограммам, в 1952—1954 гг. — вещание по 1-й телепрограмме                                                     | реорганизация в 1956 году путём разделения на Северо-Германское радио и Западно-Германское радио                    |
| Германия | Берлин                                                               | Радиостанция Свободного Берлина                                         | возникла в 1953 году в результате выделения из Северо-Западно-Германского радио | подготовка передач для 1-й телепрограммы, в 1964—1992 гг. — для северо-германской 3-й программы, вещание по берлинским 1-й, 2-й, 3-й и 4-й радиопрограммам, с 1992 года — вещание по берлинской 3-й телепрограмме | реорганизация в 2003 году путём объединения с Восточно-Германским радио Бранденбурга в Радио Берлина и Бранденбурга |
| Германия | Бранденбург                                                          | Восточно-Германское радио Бранденбурга                                  | возникла в 1991 году на базе подразделения Германского телевидения              | вещание по 3-й телепрограмме, бранденбургским 1-й, 2-й и 3-й радиопрограммам | реорганизация путём объединения с Радиостанцией Свободного Берлина в Радио Берлина и Бранденбурга                   |
| Германия | Баден-Вюртемберг                                                     | Южно-Германское радио                                                   | возникла в 1945 году на базе филиала Имперского общества радиовещания           | подготовка передач для 1-й и южно-германской 3-й телепрограммы, южно-германским 1-й, 2-й, 3-й и 4-й радиопрограммам                                                                                               | реорганизация в 1998 году путём объединения с Юго-Западным радио в новое Юго-Западное радио                         |
| Германия | Рейнланд-Пфальц и Баден-Вюртемберг                                   | Юго-Западное радио                                                      | возникла в 1945 году                                                            | подготовка передач для 1-й, вещание по юго-западно-германской 3-й телепрограмме, 1-й, 2-й, 3-й и 4-й радиопрограммам                                                                                              | реорганизация в 1998 году путём объединения с Южно-Германским радио в новое Юго-Западное радио                      |
| Германия | Германия (Пруссия)                                                   | общество с ограниченной ответственностью «Восточно-Прусское радио»      | возникла в 1924 году                                                            | вещание по восточно-прусской радиопрограмме | поглощение в 1934 году Имперским обществом радиовещания                                                             |
| Германия | Германия (Пруссия)                                                   | общество с ограниченной ответственностью «Силезское радио»              | возникла в 1924 году                                                            | вещание по силезской радипрограмме | поглощение в 1934 году Имперским обществом радиовещания                                                             |
| Германия | Германия (Саксония, Тюрингия и Пруссия)                              | общество с ограниченной ответственностью «Центральное-Германское радио» | возникла в 1924 году                                                            | вещание по центрально-германской радиопрограмме | поглощение в 1934 году Имперским обществом радиовещания                                                             |
| Германия | Германия (Пруссия)                                                   | общество с ограниченной ответственностью «Функ-Штунде»                  | возникла в 1922 году                                                            | вещание по по берлинской радиопрограмме | поглощение в 1934 году Имперским обществом радиовещания                                                             |
| Германия | Германия (Пруссия, Гамбург, Бремен, Любек)                           | общество с ограниченной ответственностью «Северо-Германское радио»      | возникла в 1924 году                                                            | вещание по северо-германской радиопрограмме | поглощение в 1934 году Имперским обществом радиовещания                                                             |
| Германия | Германия (Пруссия)                                                   | общество с ограниченной ответственностью «Западно-Германское радио»     | возникла в 1924 году                                                            | вещание по западно-германской радиопрограмме | поглощение в 1934 году Имперским обществом радиовещания                                                             |
| Германия | Германия (Пруссия и Гессен)                                          | общество с ограниченной ответственностью «Юго-Западно-Германское радио» | возникла в 1924 году                                                            | вещание по юго-западно-германской радиопрограмме | поглощение в 1934 году Имперским обществом радиовещания                                                             |
| Германия | Германия (Баден и Вюртембергу)                                       | общество с ограниченной ответственностью «Южно-Германское радио»        | возникла в 1924 году                                                            | вещание по южно-германской радиопрограмме | поглощение в 1934 году Имперским обществом радиовещания                                                             |
| Германия | Германия (Бавария)                                                   | общество с ограниченной ответственностью «Баварское радио»              | возникла в 1922 году                                                            | вещание по баварской радиопрограмме | поглощение в 1934 году Имперским обществом радиовещания                                                             |

### Общественные продюсерские центры, провайдеры, архивы, ретрансляторы
| Страна               | Организации осуществлявшие подготовку телеперадач и распространение теле- и радиопередач посредством радиоволн | Деятельность                                                                                | Сайты                                                             |
| -------------------- | --- | ------------------------------------------------------------------------------------------- | ----------------------------------------------------------------- |
| Франция              | акционерное общество «Арте Франс»                                                                              | подготовка телепередач для группы «Арте»                                                    | arte.tv Архивная копия от 31 августа 2016 на Wayback Machine      |
| Германия             | общество с ограниченной ответственностью «Арте Дойчланд ТВ»                                                    | подготовка телепередач для группы «Арте»                                                    | arte.tv Архивная копия от 31 августа 2016 на Wayback Machine      |
| Италия, Южный Тироль | Учреждение радиовещания Южного Тироля                                                                          | держание лицензии по которой Австрийское радио вещание в Автономной Провинции Южный Тироль  | ras.bz.it Архивная копия от 23 сентября 2016 на Wayback Machine   |
| Нидерланды           | AVROTROS | подготовка теле- и радиопередач для Учреждения нидерландского государственного радиовещания | avrotros.nl Архивная копия от 1 сентября 2016 на Wayback Machine  |
| Нидерланды           | KRO-NCRV | подготовка теле- и радиопередач для Учреждения нидерландского государственного радиовещания | kro-ncrv.nl Архивная копия от 7 сентября 2016 на Wayback Machine  |
| Нидерланды           | NTR | подготовка теле- и радиопередач для Учреждения нидерландского государственного радиовещания | ntr.nl Архивная копия от 29 августа 2016 на Wayback Machine       |
| Нидерланды           | Нидерландская радиовещательная корпорация                                                                      | подготовка теле- и радиопередач для Учреждения нидерландского государственного радиовещания | nos.nl Архивная копия от 31 августа 2016 на Wayback Machine       |
| Нидерланды           | MAX | подготовка теле- и радиопередач для Учреждения нидерландского государственного радиовещания | omroepmax.nl Архивная копия от 31 августа 2016 на Wayback Machine |
| Нидерланды           | BNN | подготовка теле- и радиопередач для Учреждения нидерландского государственного радиовещания | bnn.nl Архивная копия от 4 сентября 2016 на Wayback Machine       |
| Нидерланды           | VARA | подготовка теле- и радиопередач для Учреждения нидерландского государственного радиовещания | vara.nl Архивная копия от 31 августа 2016 на Wayback Machine      |
| Нидерланды           | VPRO | подготовка теле- и радиопередач для Учреждения нидерландского государственного радиовещания | vpro.nl Архивная копия от 26 августа 2016 на Wayback Machine      |
| Нидерланды           | EO | подготовка теле- и радиопередач для Учреждения нидерландского государственного радиовещания | eo.nl Архивная копия от 1 сентября 2016 на Wayback Machine        |
| Швеция               | акционерное общество «Образовательное радио»                                                                   | подготовка передач для акционерного общества «Радио Швеции»                                 | ur.se Архивная копия от 1 сентября 2016 на Wayback Machine        |
| Монако               | Monaco Media Diffusion                                                                                         | ретранслятор коммерческих радиостанций                                                      | mmd.mc Архивная копия от 11 сентября 2016 на Wayback Machine      |

#### Бывшие общественные провайдеры, продюсерские центры, архивы программ, ретрансляторы, медиа-холдинги
| Страна     | Бывшие организации осуществлявшие подготовку телеперадач и распространение теле- и радиопередач посредством радиоволн | Деятельность                                                                           | Причины ликвидации                 | Годы существования |
| ---------- | --- | -------------------------------------------------------------------------------------- | ---------------------------------- | ------------------ |
| Германия   | общество с ограниченной ответственностью «Имперское общество радиовещания»                                            | ведение общегосударственных телепередач по региональным программам                     | отстранение от вещания в 1945 году | 1926 — 1960        |
| Франция    | акционерное общество «Французская телепроизводящая компания»                                                          | подготовка тематических телепередач и производство фильмов, телефильмов и телесериалов | Приватизация                       | 1975 — 2001        |
| Франция    | акционерное общество «Телевещание Франции»                                                                            | провайдер эфирного телевидения и радиовещания                                          | Приватизация                       | 1975 — 2002        |
| Нидерланды | KRO | продюсерский центр                                                                     | объединён с NCRT в KRO-NCRV        | 1925 — 2014        |
| Нидерланды | NCRV | продюсерский центр                                                                     | объединён с KRO в KRO-NCRV         | 1924 — 2014        |

## Общественное и государственное телерадиовещание
В праве большинства стран отсутствует определение государственного телерадиовещания, соответственно и отсутствует противопоставление общественного вещания и государственного. После принятия Федеральным конституционным судом ФРГ «1-го вещательного решения» в немецком языке за общественным вещанием закрепились словосочетание «Öffentlich-rechtlicher Rundfunk», а за государственным — «Staatlicher Rundfunk», к последнему относят государственные вещательные организации ряда стран, если они используется в качестве средства пропаганды правительства, правящей партии или группы правящих партий, вещатели, подвергающиеся правительственной цензуре, и вещатели, к общественно-политическому эфиру которых не допущена оппозиция. При этом сами словосочетания «Staatlicher Rundfunk» и «Öffentlich-rechtlicher Rundfunk» в самом 1-м вещательном решении отсутствуют, а присутствует довольно абстрактная формулировка «… Rundfunk weder dem Staat noch einer gesellschaftlichen Gruppe zu überlassen…»Шаблон:Перевод?. Также в рекомендациях ООН о международной статистике в области радио и телевидения термин «Государственное вещательное учреждение» (Public service broadcasting institution) определяется как «вещательное учреждение, созданное или получившее разрешение на основании законодательного акта или постановления (центрального или федерального правительства, правительства штата, провинции, местных органов управления и т. д.) и являющееся автономным органом», тогда как термин «правительственное вещательное учреждение» (Government broadcasting institution) — «вещательное учреждение, руководство которым во всех отношениях осуществляется правительством (центральным или федеральным, правительством штата, провинциальным, местным и т. д.), прямо или через созданное им отдельное учреждение».
В странах, имеющих общественное телерадиовещание, государственное телерадиовещание в большинстве случаев представлено только кабельными парламентскими телеканалами (La Chaîne parlementaire (Франция), Camera dei deputati (Италия), ARTV (Португалия), Canal Parlamento (Испания), Senato Italiano (Италия), Βουλή Τηλεόραση (Греция), Houses of the Oireachtas Channel (Ирландия)), Knesset Channel (Израиль). Исключением является Израиль, где наряду c общественным вещателем IBA существует государственное телевидение в виде радиостанций Министерства обороны Галей Цахаль и Гальгалац. В Греции в 1966—1982 гг. наряду с общественной вещательной организацией ЕІРТ (с 1975 г. — ЕРТ), существовала государственная вещательная организация — YENED, вещавшая на втором телеканале и через сеть региональных радиостанций. Данные теле- и радиостанции могут существовать в самой разной форме: так, La Chaîne parlementaire является анонимным обществом, единственным участником которого является Национальное собрание.
В настоящий момент государственными вещателями являются:
| Страна       | Вещатель                                                                       | Телеканалы                                   | Радиостанции                                                                       | Сайт | Канал на YouTube.com |
| ------------ | ------------------------------------------------------------------------------ | -------------------------------------------- | ---------------------------------------------------------------------------------- | --- | --- |
| Корея (КНДР) | KCBS                                                                           | —                                            | KCBS                                                                               | Интернет-поддержка отсутствует | Интернет-поддержка отсутствует |
| Корея (КНДР) | PBS                                                                            | —                                            | PBS, PBS FM                                                                        | Интернет-поддержка отсутствует | Интернет-поддержка отсутствует |
| Корея (КНДР) | KCTV                                                                           | —                                            | KCTV                                                                               | Интернет-поддержка отсутствует | Интернет-поддержка отсутствует |
| Корея (КНДР) | VOK                                                                            | —                                            | VOK                                                                                | vok.rep.kp Архивная копия от 2 декабря 2016 на Wayback Machine | Канал отсутствует |
| Китай (КНР)  | CCTV                                                                           | CCTV1, CCTV2, CCTV3                          | —                                                                                  | cctv.com Архивная копия от 9 августа 2010 на Wayback Machine | — |
| Китай (КНР)  | CNR                                                                            | —                                            | The Voice of China, China Business Radio, Music Radio, YouRadio FM 101.8           | cnr.cn Архивная копия от 15 сентября 2012 на Wayback Machine | — |
| Китай (КНР)  | CRI                                                                            | —                                            | одноимённая международная радиостанция                                             | cri.cn Архивная копия от 4 ноября 2016 на Wayback Machine | — |
| Вьетнам      | VTV                                                                            | VTV1, VTV2, VTV3                             | —                                                                                  | vtv.vn Архивная копия от 4 мая 2015 на Wayback Machine | — |
| Вьетнам      | VOV                                                                            | VOV1, VOV2, VOV3, VOV4, VOV5, VOV6           | —                                                                                  | vov.vn Архивная копия от 2 ноября 2016 на Wayback Machine | — |
| Лаос         | LNT                                                                            | —                                            | —                                                                                  | — | — |
| Лаос         | LNR                                                                            | —                                            | одноимённая радиостанция                                                           | — | — |
| Куба         | Учреждение кубинского радио и телевидения                                      | Cubovision, Tele Rebelde, Radio Enciclopedia | Radio Reloj                                                                        | tvcubana.icrt.cu Архивная копия от 20 декабря 2010 на Wayback Machine radioreloj.cu Архивная копия от 8 марта 2013 на Wayback Machine cmbfradio.cu Архивная копия от 5 ноября 2016 на Wayback Machine radioenciclopedia.cu Архивная копия от 4 ноября 2016 на Wayback Machine rhc.cu Архивная копия от 10 февраля 2021 на Wayback Machine | — |
| Иран         | IRIB                                                                           | IRIB TV1, IRIB TV2, IRIV TV3                 | —                                                                                  | irib.ir Архивная копия от 22 декабря 2010 на Wayback Machine | — |
| Россия       | ФГУП «Всероссийская государственная телевизионная и радиовещательная компания» | 2-й телеканал (Россия-1)                     | Две радиостанции (Радио России, Маяк)                                              | russia.tv Архивная копия от 5 января 2022 на Wayback Machine radiorus.ru Архивная копия от 30 октября 2012 на Wayback Machine radiomayak.ru Архивировано 5 февраля 2013 года. Архивная копия от 29 декабря 2020 на Wayback Machine radiounost.ru Архивная копия от 17 апреля 2021 на Wayback Machine vesti.ru Архивная копия от 11 июля 2017 на Wayback Machine rtr-planeta.com Архивная копия от 22 ноября 2016 на Wayback Machine cultradio.ru Архивная копия от 13 марта 2022 на Wayback Machine radiovesti.ru Архивная копия от 13 марта 2022 на Wayback Machine | Россия 24 Архивная копия от 23 декабря 2018 на Wayback Machine Радио «Маяк» Архивная копия от 7 декабря 2018 на Wayback Machine |
| Россия       | АО «Первый канал»                                                              | 1-й телеканал (Первый канал)                 | —                                                                                  | 1tv.ru Архивная копия от 1 февраля 2014 на Wayback Machine | Первый канал Архивная копия от 2 декабря 2018 на Wayback Machine |
| Россия       | АНО «ТВ-Новости»                                                               | Международный телеканал                      | Международная радиостанция                                                         | rt.com Архивная копия от 30 мая 2021 на Wayback Machine | RT на русском Архивная копия от 26 июля 2016 на Wayback Machine RT Arabic Архивная копия от 24 декабря 2018 на Wayback Machine RT en Español Архивная копия от 24 декабря 2018 на Wayback Machine RT Архивная копия от 24 декабря 2018 на Wayback Machine RT Documentary Архивная копия от 29 декабря 2018 на Wayback Machine |
| Белоруссия   | Национальная государственная телерадиокомпания Республики Беларусь             | 1-й телеканал (Беларусь 1)                   | Три радиостанции (Первый национальный канал Белорусского радио, Культура, Столица) | tvr.by Архивная копия от 10 апреля 2019 на Wayback Machine belarus2.by Архивная копия от 8 февраля 2022 на Wayback Machine radio1.by Архивная копия от 27 февраля 2022 на Wayback Machine radiokultura.by Архивная копия от 27 февраля 2022 на Wayback Machine radiostalica.by 3belarus.by Архивная копия от 26 февраля 2022 на Wayback Machine Архивная копия от 27 февраля 2022 на Wayback Machine | Белтелерадиокомпания Архивная копия от 25 февраля 2019 на Wayback Machine Телеканал Беларусь 1 Архивная копия от 30 апреля 2019 на Wayback Machine Беларусь 3 Архивная копия от 8 марта 2019 на Wayback Machine |
| Белоруссия   | Второй национальный канал                                                      | 2-й телеканал (ОНТ)                          | —                                                                                  | ont.by Архивная копия от 26 апреля 2021 на Wayback Machine | Телеканал ОНТ Архивная копия от 12 февраля 2019 на Wayback Machine |
| Белоруссия   | Столичное телевидение                                                          | 3-й (РТР-Беларусь) и 4-й (СТВ) телеканалы    | —                                                                                  | ctv.by Архивная копия от 6 декабря 2016 на Wayback Machine | CTVBY Архивная копия от 12 февраля 2019 на Wayback Machine |
| Катар        | Al Jazeera                                                                     | Международный спутниковый телеканал          | —                                                                                  | aljazeera.net Архивная копия от 11 ноября 1998 на Wayback Machine | — |

В прошлом государственное вещание вели:
| Страна   | Вещательная организация                                    | Вещательная деятельность | Причины прекращения государственного вещания                                                                          | Годы вещания |
| -------- | ---------------------------------------------------------- | --- | --- | ------------ |
| Германия | общество с ограниченной ответственностью «Имперское радио» | вещание по восточно-прусской, берлинской, силезской, центрально-германской, северо-германской, западно-германской, южно-германской, юго-западно-германской, баварской и общенемецкой программам, в 1935—1945 гг. — вещание по 1-й телепрограмме | отстранение от вещания в 1945 году                                                                                    | 1934-1945    |
| СССР     | Государственный комитет СССР по телевидению и радиовещанию | вещание по 1-й и 2-й телепрограммам, 1-й, 2-й и 3-й радиопрограммам | реорганизация во Всесоюзную государственную телерадиовещательную компанию                                             | 1934-1991    |
| СССР     | Всесоюзная государственная телерадиовещательная компания   | вещание по 1-й и 2-й телепрограммам, 1-й, 2-й и 3-й радиопрограммам | начало процесса ликвидации организации                                                                                | 1991         |
| Россия   | Российская государственная телерадиокомпания «Останкино»   | вещание по 1-й телепрограмме, 1-й и 2-й радиопрограммам | начало процесса ликвидации организации                                                                                | 1992-1996    |
| Украина  | Государственная телерадиовещательная компания Украины      | вещание по 1-й и 2-й телепрограммам, по 1-й, 2-й и 3-й радиопрограммам | реорганизация путём разделения на Национальную телекомпанию Украины и Национальную радиокомпанию Украины              | 1991-1995    |
| Украина  | Национальная телекомпания Украины                          | вещание по 1-й и 2-й (до 2003 года) телепрограммам | реорганизация путём объединения с Национальной радиокомпанией Украины и Государственной телерадиокомпанией «Культура» | 1995-2017    |
| Украина  | Национальная радиокомпания Украины                         | вещание по 1-й, 2-й и 3-й радиопрограммам | реорганизация путём объединения с Национальной телекомпанией Украины и Государственной телерадиокомпанией «Культура»  | 1995-2017    |

## Общественное телерадиовещание в мире

### Общественное телевидение и радио в Великобритании
В Великобритании все юридические лица являются корпорациями, все учреждения являются подразделениями других юридических лиц, парламент может возложить своим постановлением («статутом») на какую-либо корпорацию выполнение тех или иных задач (такие корпорации называются «статутными корпорациями»), даже если такая корпорация не имеет участников, а её руководящие органы назначаются королём по предложению кабинета министров. Так Британская вещательная корпорация (British Broadcasting Corporation, BBC) (создана в 1926 году), являясь статутной корпорацией, передаёт основные телепрограммы «BBC One» и «BBC Two», несколько специализированных телепрограмм, основные радиопрограммы «BBC Radio 4», «BBC Radio 2», «BBC Radio 3» и «BBC Radio 1» и несколько специализированных радиопрограммы. Высший орган BBC — Совет директоров (BBC Trust), назначаемый королём по предложению Кабинета Министров. Совет Директоров BBC назначает Исполнительный комитет (Executive Board) и Генерального директора (Director-General). Финансируется BBC за счёт государства, преимущественно от средств от оплаты пошлины за предоставление телевизионной лицензии (Television licence) всем владельцам телевизоров и радиоприёмников. Меньшую часть средств корпорация получает от кинопроката части телефильмов, продажу телефильмов и телесериалов другим телеорганизациям и издания телефильмов и телесериалов на видеоносителях компанией «Би-би-си Студио» (BBC Studio). Нормативно деятельность BBC регулируется хартией. Телевизионная корпорация 4-го канала (Channel Four Television Corporation), также являясь статутной корпорацией передаёт основную телепрограмму «Channel 4» и несколько специализированных телепрограмм.

### Общественное телевидение и радиовещание в странах континентальной Европы
В праве государств континентальной Европы присутствует более чёткое разделение права на публичное и частное, соответственно более чёткое разделение юридических лиц на юридические лица публичного права и юридические лица частного права, соответственно государство может учреждать юридические лица как в форме юридического лица публичного права, так и в форме юридического лица частного права. Соответственно осуществляемое в общественных интересах вещание в этих странах может вестись как юридическими лицами публичного права, так и юридическими лицами частного права, с участием государства, и юридическими лицами частного права без участия государства.

#### Общественное телерадиовещание в Германии
В немецком праве учреждения делятся на полноправовые (то есть являющиеся юридическими лицами, напр. публично-правовые вещательные учреждения), частично-правовые и неправовые (то есть являющиеся подразделениями других юридических лиц, напр. школы являющиеся подразделениями общин), т. о. в Германии юридическими лицами могут быть как корпорации (которые делятся на корпорации общественного права и корпорации частного права), так и учреждения и фонды, причём полноправовые учреждения публичного права как и корпорации публичного права могут учреждаться только законами. Так согласно законам о радиовещании земель и договорами о радиовещании заключёнными между землями и введённым в действие в западных землях после 1949 года и в восточных землях после 1990 года 8 учреждений публичного права («Вещание Берлина и Бранденбурга», «Центрально-Немецкое вещание», «Северно-Немецкое вещание», «Вещание Бремена», «Западно-Немецкое вещание», «Гессенское вещание», «Саарландское вещание», «Юго-Западное вещание» и «Баварское вещание»), совместно передают федеральную телепрограмму «Эрстес Дойчес Фернзеен» (Erstes Deutsches Fernsehen) и каждое в отдельности по одной местной телепрограмме и по несколько местных радиопрограмм. Руководство каждым из них осуществляет вещательный совет (rundfunkrat), часть членов которого назначались ландтагом земель или ландтагами земель охваченных вещанием, остальные — общественными организациями. Учреждение публичного права «Второе немецкое телевидение» (Zweites Deutsches Fernsehen) передаёт федеральную телепрограмму «ZDF», руководство им осуществляет телевизионный совет (fernsehrat), часть членов которого назначаются бундестагом, часть — ландтагами всех земель, остальные — общественными организациями. Корпорация публичного права «Вещание Германии» (Deutschlandradio) передаёт федеральные радиопрограммы «Дойчландфунк» (Deutschlandfunk) и «Дойчландфунк Культур» (Deutschlandfunk Kultur), руководство ей осуществляет радиовещательный совет (hörfunkrat). Учреждение публичного права «Немецкая волна» вещает на заграницу, руководство ей осуществляет вещательный совет. Все эти учреждения финансируются за счёт средств от вещательного сбора (86 %), размер которого определяют премьер-министры земель на основании выводов комиссии из 16 экспертов, 2 % финансирования идёт от получения дивидендов обществ с ограниченной ответственностью компаний «АРД Вербунг Сэйлс энд Сервисес» (участники — дочерние компании членов АРД) и «ЦДФ Вербефернзеен» (единственный участник — ЦДФ), осуществляющие продажу рекламного времени (реклама может составлять не более 20 минут в день), остальные доходы идут от получения дивидендов обществ с ограниченной ответственностью «Дегето Фильм» и «ЦДФ Энтерпрайз» кроме заказ производства телефильмов и телесериалов, их продажу другим вещательным организациям. В Австрии фонд публичного права «Австрийское вещание» (Österreichischer Rundfunk) передаёт две общегосударственные телепрограммы, четыре общегосударственные радиопрограммы и несколько земельных радиопрограмм. В Нидерландах с 1970-х гг. некоторые учёные конституционалисты по отношению к аналогичным юридическим лицам применяют термин «Независимый административный орган» (Zelfstandig bestuursorgaan). Так до 2008 года независимый административный орган «Нидерландская корпорация радиовещания» передавала телепрограммы «НПО 1», «НПО 2», «НПО 3», радиопрограммы «НПО Радио 1», «НПО Радио 2», «НПО 3ФМ», «НПО Радио 4» и «Функс», при этом не только подготовку но и выпуск теле и радиопередач осуществляли ряд ассоциаций, с 2008 года — передачу программ осуществляет независимый административный орган «Корпорация нидерландского общественного радиовещания» осуществляет передачу теле- и радиопрограмм, Нидерландская радиовещательная корпорация осуществляет подготовку и выпуск преимущественно информационных передач этих программ, а подготовку и выпуск прочих передач ряд ассоциаций, финансируемых государством, а Наблюдательный совет Корпорации нидерландского общественного радиовещания формируется этими ассоциациями.
Также законы могут возлагать выполнение тех или иных функций представляющих общественный интерес на юридические лица частного права (акционерные общества и общества с ограниченной ответственностью). Так согласно положению о радиовещании 1925 года каждое из 9 акционерных обществ («Остмаркен-Рундфунк», «Шлезишес Функштунде», «Миттельдойчер Рундфунк», «Функштунде», «Нордишер Рундфунк», «Вестдойчер Рундфунк», «Зюдвестдойчер Рундфункдинст», «Зюддойчер Рундфунк»") и 1 общество с ограниченной ответственностью («Дойчес Штунде ин Байерн») передавало по одной окружной радиопрограмме, руководство каждым из них осуществлял наблюдательный совет (Aufsichtsrat), часть членов которого назначались Рейхсминистерством почты, часть — правительствами земель охватываемых вещанием, часть — частными акционерами, обмен радиопередачами осуществляло общество с ограниченной ответственностью «Рейхс-Рундффунк-Гезельшафт», руководство которым осуществляло общее собрание состоящее из представителей вещательных обществ. Общество с ограниченной ответственностью «Дойче Велле» (Deutsche Welle GmbH) передавало одну общегосударственную радиопрограмму, члены наблюдательного совета которого назначались административным советом «Рейхс-Рундффунк-Гезельшафт» и статс-министерством Пруссии. Положение о радиовещании изданное в 1932 году реорганизовал все вещательные акционерные общества в общества с ограниченной ответственностью, все члены их наблюдательных советов назначались только имперским министерством почты и правительствами земель охваченных вещанием, финансирование их стало осуществляться за счёт средств получавшихся от вещательного сбора (Rundfunkgebühr), собиравшегося со всех владельцев радиоприёмников. Аналогично в Австрии в 1955—1974 гг. общество с ограниченной ответственностью единственным участником которого является государство «Остеррайхишер Рундфунк» (Österreichischer Rundfunk GmbH) передавала две общегосударственные телевизионные и три общегосударственные радиопрограммы. В Швейцарии вещание (в каждом из кантонов по две телевизионные и три радиопрограммы) ассоциации «Швейцарское общество радиовещания и телевидения» (Schweizerische Radio- und Fernsehgesellschaft, Société suisse de radiodiffusion) осуществляется именно в общественных интересах и финансируется за счёт государства преимущественно от средств радиовещательного сбора, собираемого в настоящий момент частной компанией, при том что государство не является членом данной ассоциации.

#### Общественное телевидение и радио во Франции
Во Франции, как и в Германии юридическими лицами могут быть как корпорации, так и учреждения, при этом в отличие от британского и немецкого права корпорации могут быть только частного права (из аналогов корпораций публичного права в Германии и Великобритании, юридическими лицами публичного права во Франции являются только государство и территориальные коллективы), любые учреждения могут учреждаться как законами, так и декретами и ордонансами Президента, ордонансами правительства, приказами министерств и ведомств. Так в 1939—1945 гг. публичное учреждение Министерства информации «Национальное вещание» (Radiodiffusion nationale) передавало национальные радиопрограммы «Радио Пари» (Radio Paris) и «Радио Тур Эйффель» (Radio Tour Eiffel), 11 областных радиопрограмм и одну телепрограмму, в 1945—1949 гг. публичное учреждение «Французское вещание» (Radiodiffusion française), а в 1949—1964 гг. публичное учреждение «Французское радио и телевидение» (Radiodiffusion-télévision française) передавали национальную программу (Le Programme National), парижскую радиопрограмму (Le Programme Parisien), радиопрограмму «Пари-Энтер» (Paris-Inter), 8 областных радиопрограмм и 1 телепрограмму, в 1964—1974 гг. публичное учреждение «Управление французского радиовещания и телевидения» (Office de radiodiffusion-télévision française) передавало радиопрограммы «Франс Энтер» (France Inter), «Франс Кюльтур» (France Culture) и «Франс Мюзик» (France Musique), 13 областных радиопрограмм и 3 телепрограммы. При этом данные учреждения являются публичными учреждениями торгово-промышленного характера, Управление Французского радиовещания и телевидение получало часть доходов от дивидентов анонимного общества «Французское агентство рекламы» (Régie française de publicité) (дочернее общество управления), осуществлявшее продужу рекламного времени на теле- и радиоканалах управления. Аналогично в Бельгии публичные учреждения «Франкоязычное бельгийское радио и телевидение» и «Фламандское радио и телевидение» передают по 2 телевизионные и 3 радиовещательные программы.
Также как законами, так декретами и ордонансами государственных органов могут учреждаться юридические лица частного права в форме анонимных обществ (такие анонимные общества во Франции называются национальными компаниями (société national)). Так после ликвидации Управления французского радио и телевидения в 1975 году были учреждены национальные компании «ТФ 1» (в 1986 году приватизировано), «Антенне 2» (с 1992 года «Франс 2») и «Франс Регион 3» (с 1992 года «Франс 3») передающие по одной национальной телепрограмме («Франс Регион 3» также региональные телепрограммы), национальная компания «Радио Франс», передающае основные национальные радиопрограммы «Франс Энтер», «Франс Кюльтур», «Франс Мюзик» и региональные радиопрограммы, а позднее также и специализированные радиопрограммы «Мув», «Франс Энфо» и «Франс Блю». С 1986 года национальная компания «Радио Франс Интернациональ» (в 2008—2013 гг. — «Аудиовизуэль экстериор де ля Франс», с 2013 года «Франс Медиа Монд») вещает на заграницу. В 1992 году «Антенне 2» и «Франс Регион 3» образовали между собой группу «Франс Телевизион», в 2000 году ставшую анонимным обществом, а в 2010 году поглотившую вошедшие в него компании. Руководство каждым из этих обществ осуществляет президент с полномочиями генерального директора, назначаемый Высшим советом аудиовизуала (Conseil supérieur de l’audiovisuel) (орган-предшественник в период третьей республики Высший совет передач (Conseil Supérieur des Emissions), в период четвёртой республики — Центральный совет радиовещания (Conseil central de la Radiodiffusion)), треть членов которого в свою очередь назначается Сенатом, треть — Национальным Собранием, треть — Президентом. 64 % всех расходов всех трёх компаний покрываются государством, преимущественно из средств поступающих от аудивизуального сбора (Redevance audiovisuelle), собираемого со всех владельцев телевизоров и радиоприёмников, 24 % — от получения дивидендов компаний «Франс Телевизьонс Пюблисите» (дочерняя компания «Франс телевизьон»), «Радио Франс Пюблисите» (дочерняя компания «Радио Франс»), «Франс Медиа Монд Пюблисите» (дочерняя компания «Франс Медиа Монд»), осуществлявших продажу рекламного времени в телепрограммах передаваемых «Франс Телевизтон», «Радио Франс» и «Франс Медиа Монд», получения дивидендов компаний «Франс 2 Синема» и «Франс 3 Синема» (дочерняя компания «Франс Телевизьон»), осуществлявших кроме заказа производства фильмов их кинопрокат, получения дивидендов компании «Франс Дистрибьюшн» (дочерняя компания «Франс Телевизьон»), осуществляющей издание на видеоносителях телефильмов и телесериалов снятых по заказу «Франс Телевизьон» и фильмов снятых по заказу «Франс 2 Синема» и «Франс 3 Синема».

#### Общественное телевидение и радио в Италии
В Италии корпорации и учреждения публичного права объединены общим термином «Публичная корпорация» (Ente pubblico). Так публичная корпорация «Радиотелевизионное специальное агентство провинции Больцано» (Radiotelevisione Azienda Speciale per la Provincia autonoma di Bolzano) (при этом она являляется экономической публичной корпорацией), ретранслирует теле- и радиопрограммы фонда публичного права «Австрийское радио», учреждения публичного права «Баварское радио» и ассоциации «Швейцарское общества радиовещания и телевидения».
Также государственные органы могут быть участниками юридических лиц частного права (общества на акциях и общества с ограниченной ответственностью). Так Министерство экономики и финансов Итальянской Республика является основным участником (99 % капитала) акционерного общество «Радиотелевизионе Италиана» (Radiotelevisione Italiana — Итальянское радио и телевидение, РАИ). Руководящий орган акционерного общества — Административный совет (Consiglio di Amministrazione), избирается Парламентской комиссией общего руководства и контроля радиовещательных и телевизионных служб (Commissione parlamentare per l’indirizzo generale e la vigilanza dei servizi radiotelevisivi), избираемой в свою очередь парламентом. Административный совет избирает президент и генерального директора (Direttore Generale) акционерного общества. Финансируется в большей части государством, преимущественно поступающими от телевизионного сбора (Canone televisivo), собираемого со всех владельцев телевизоров, в меньшей степени за счёт получения дивидендов акционерным обществом «РАИ Публичита» (дочернее общество РАИ), осуществлявшая продажу рекламного времени как в программах передаваемых РАИ, так и в программах передаваемых частными теле- и радиостанциями, получения дивидендов акционерного общества «РАИ Синема» (дочернее общество РАИ), осуществляющее заказ производства фильмов и их кинопрократ и получения дивидендов акционерного общества «01 Дистрибьюшн» (дочернее общество РАИ), осуществляющего издание на видеоносителях фильмов снятых по заказу «РАИ Синема» и некоторых других компаний, телефильмов и телесериалов снятых по заказу РАИ и некоторых других телестанций. Акционерное общество передаёт 3 основные телепрограммы («РАИ 1» (Rai 1), «РАИ 2» (Rai 2) и «РАИ 3» (Rai 3)), 3 основные радиопрограммы («РАИ Радио 1» (Rai Radio 1), «РАИ Радио 2» (Rai Radio 2) и «РАИ Радио 3» (Rai Radio 3)), 10 специализированных телепрограмм («РАИ 4» (Rai 4), «РАИ 5» (Rai 5), «РАИ Муви» (Rai Movie), «РАИ Премиум» (Rai Premium), «РАИ Галп» (Rai Gulp), «РАИ Йойо» (Rai Yoyo), «РАИ Ньюс 24» (Rai News 24), «РАИ Стория» (Rai Storia), «РАИ Спорт» (Rai Sport), «РАИ Скуола» (Rai Scuola)), 7 специализированных радиопрограмм («РАИ Изорадио» (Rai Isoradio), «РАИ Джиорнале Парламенто» (Rai Gr Parlamento), «РАИ Радио Кидс» (Rai Radio Kids), «РАИ Радио Лайв» (Rai Radio Live), «РАИ Радио Тешете» (Rai Radio Techete'), «РАИ Радио 1 Спорт» (Rai Radio 1 Sport), «РАИ Радио 2 Инди» (Rai Radio 2 Indie)), 2 проводные радиопрограммы («РАИ Радио 3 Классика» (Rai Radio 3 Classica), «РАИ Радио Тутта Италиана» (Rai Radio Tutta Italiana)).

### Общественное телевидение и радио стран Скандинавии
В Скандинавском праве учреждения не являются юридическими лицами, при этом государство может участвовать в юридических лицах частного права. Так в Швеции акционерное общество «Телевидение Швеции» (Sveriges Television AB) осуществляет телевещание, акционерное общество «Радио Швеции» (Sveriges Radio AB) — радиовещание, в Финляндии акционерное общество «Илейсрадио» (Yleisradio Oy) осуществляет и телевещание и радиовещание, в Норвегии — акционерное общество «Норвежское национальное радио» (Norsk Rikskringkasting AS) осуществляет и теле- и радиовещание. При этом в отдельных странах для юридических лица частного права единственным участником которого является государство применяется специальный термин, так в Исландии государственное общество «Национальное радио» (Ríkisútvarpið) передаёт одноимённую телепрограмму и радиопрограммы «РУВ Рас 1» и «РУВ Рас 2», в Дании государственное общество «Радио Дании» (Danmarks Radio) передаёт телепрограмму «ДР 1», радиопрограммы «ДР Программ 1», «ДР Программ 2» и «ДР Программ 3».

## Общественное телерадиовещание в России
Законодательное регулирование вещания в России осуществляет закон РФ «О средствах массовой информации», принятый в 1991 году (ранее отсутствовало), который не предусматривает создания каких либо вещательных организаций, при этом Правительство РФ (а в прошлом и Совет Министров СССР) и органы исполнительной власти субъектами РФ располагают подведомственными вещательными организациями.
Первый в России гражданский кодекс, принятый в 1922 году, предоставлял части государственных учреждений статус юридических лиц, юридические лица частного права делил на полные товарищества, товарищества на вере, товарищества с ограниченной ответственностью и акционерные общества (ранее последние два объединялись термином «товарищество на паях»), участниками которых могли быть государственные органы, а также вводил промежуточный тип организации между государственным учреждением и акционерным обществом или обществом с ограниченной ответственностью с участием государственного капитала, получивший название «государственные предприятия». Так, РОСТА, Трест заводов слабых токов и Народный комиссариат почт и телеграфов в 1924 году учредили акционерное общество «Радиопередача», начавшее вещание в том же году. В 1930-е гг. многие акционерные общества и товарищества с ограниченной ответственностью исчезли, и гражданский кодекс 1964 года уже из разновидностей юридических лиц устанавливал только государственные предприятия, государственные учреждения и производственные артели, акционерное общество «Радиопередача» было ликвидировано в 1929 году, а радиовещание (а с 1931 года и телевещание) стало вестись сначала подразделениями органов государственной власти, при этом государственная вещательная организация у России («Всероссийская государственная телевизионная и радиовещательная компания», ВГТРК) появилась только в 1990 году. Новеллы, изданные в самом начале 1990-х гг., вновь предусматривали создание товариществ с ограниченной ответственностью и акционерных обществ. После создания в начале 1991 года в качестве органа по надзору в сфере СМИ Министерства печати и информации СССР, на базе Гостелерадио СССР указом президента СССР 8 февраля 1991 года была создана Всесоюзная государственная телерадиовещательная компания с зафиксированными правами юридического лица, а 27 декабря на её базе уже указом президента РФ — Российская государственная телерадиокомпания «Останкино» (РГТРК «Останкино»), при этом статус обеих (государственное предприятие или государственные учреждение) не был закреплён. Гражданский кодекс 1994 года вместо термина «государственное предприятие» вводил термины «государственное унитарное предприятие» и «муниципальное унитарное предприятие». 27 января 1995 года РГТРК «Останкино», Телевизионный технический центр, ИТАР-ТАСС, Государственный комитет РФ по управлению имуществом и частные акционерные общества учредили закрытое акционерное общество «Общественное российское телевидение» (в 2002 году переименовано в «Первый канал»), 12 октября того же года РГТРК «Останкино» была ликвидирована, а в ВГТРК в 1998 году стала федеральным государственным унитарным предприятием. В 2013 году Правительство РФ учредило в форме автономной некоммерческой организации ещё одну вещательную организацию «Общественное телевидение России», последнее финансируется за счёт государства, рекламу не размещает, заказ производства художественных фильмов, художественных телефильмов и телесериалов не осуществляет.
Кроме них на протяжении всей истории вещания общественное вещание в России представлено русскоязычными иновещательными службами зарубежных общественных вещателей — Голос Америки, Немецкая волна, Всемирная служба Би-би-си, RFI и др. В настоящий момент это видеоканалы:
| Видеоканал                 | Вещатель | Канал на YouTube                                                               | Страница в VK                                                              |
| -------------------------- | -------- | ------------------------------------------------------------------------------ | -------------------------------------------------------------------------- |
| Голос Америки              | VOA      | Голос Америки Архивная копия от 6 февраля 2017 на Wayback Machine              | Голос Америки Архивная копия от 6 февраля 2017 на Wayback Machine          |
| DW (Russian)               | DW       | DW (Russian) Архивная копия от 25 ноября 2016 на Wayback Machine               | DW (на русском) Архивная копия от 5 июня 2019 на Wayback Machine           |
| BBC Russian                | BBC      | BBC Russian Архивная копия от 1 ноября 2016 на Wayback Machine                 | BBC Russian Архивная копия от 16 июля 2018 на Wayback Machine              |
| SWI swissinfo.ch — Pусский | SRG SSR  | SWI swissinfo.ch — Pусский Архивная копия от 13 апреля 2017 на Wayback Machine | SWI swissinfo.ch — Pусский Архивная копия от 6 мая 2019 на Wayback Machine |

и международные русскоязычные радиослужбы:
| Радиостанция                 | Вещатель            | Страница на сайте вещателя                                                       |
| ---------------------------- | ------------------- | -------------------------------------------------------------------------------- |
| Международное радио Франции  | France Médias Monde | Международное радио Франции Архивная копия от 13 февраля 2017 на Wayback Machine |
| Заграничное радио Испании    | RTVE                | Заграничное радио Испании Архивная копия от 21 февраля 2017 на Wayback Machine   |
| Голос Греции                 | ЕРТ                 | Голос Греции                                                                     |
| Радио Польша                 | PR                  | Радио Польша Архивная копия от 29 января 2017 на Wayback Machine                 |
| Радио Прага                  | CR                  | Радио Прага Архивная копия от 26 января 2017 на Wayback Machine                  |
| Международное радио Словакии | RTVS                | Международное радио Словакии Архивная копия от 29 ноября 2016 на Wayback Machine |
| Интеррадио Румыния           | SRR                 | Интеррадио Румыния Архивная копия от 15 декабря 2020 на Wayback Machine          |
| Радио Болгария               | БНР                 | Радио Болгарии Архивная копия от 22 февраля 2017 на Wayback Machine              |
| Голос Израиля                | IBA                 | Голос Израиля Архивная копия от 9 мая 2017 на Wayback Machine                    |
| Международное радио Тайваня  | RTI                 | Международное радио Тайваня Архивная копия от 7 февраля 2017 на Wayback Machine  |
| Всемирное радио KBS          | KBS                 | Всемирное радио KBS Архивная копия от 12 февраля 2017 на Wayback Machine         |
| Всемирное радио Японии       | NHK                 | Всемирное радио Японии Архивная копия от 10 февраля 2017 на Wayback Machine      |

Также на территории России через качественные радиоприёмники на длинных или средних волнах доступны иноязычные общественные радиостанции — Radio România Actualități, Radio Iași, Radio Târgu Mureș, Radio Cluj, Radio Timișoara, Radio Constanța, Radio Antena Satelor, Kossuth Rádió, PR Program 1, ČR Dvojka, МР 1, Горизонт, Radiozurnal, BBC Radio 4.